# Hans Baluschek

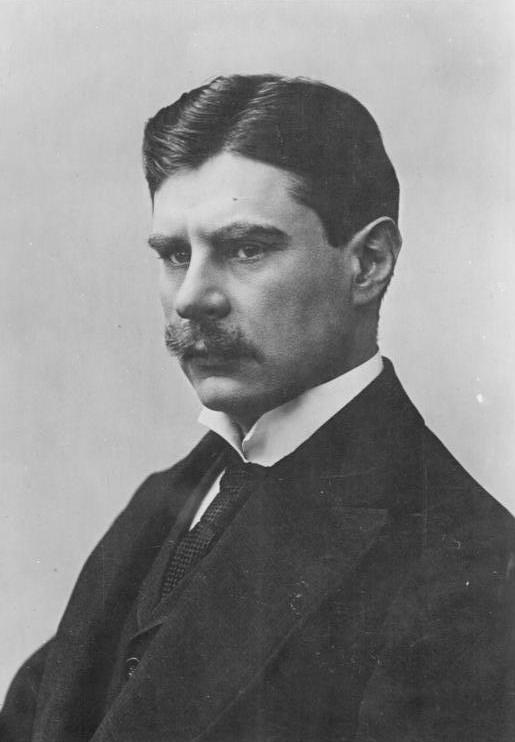
Hans Baluschek, 1912

Alphons Anton Alexander Hans Ernst Karl Maria Baluschek (* 9. Mai 1870 in Breslau; † 28. September 1935 in Berlin) war ein deutscher Maler, Grafiker und Schriftsteller. Er gehörte zur Berliner Secession, war Mitglied im Deutschen Künstlerbund und gehörte dem Verband Deutscher Illustratoren an. Nach 1920 war er aktives Mitglied der SPD. 1929 bis Anfang 1933 war er Leiter der Großen Berliner Kunstausstellung.
Baluschek war ein Hauptvertreter des deutschen kritischen Realismus, wobei er selbst jede Form des „-ismus“ für seine Kunst ablehnte, und stellte anklagend das Leben des Proletariats dar. Seine Bilder haben entsprechend vor allem die Menschen des Arbeiterstandes in Berlin zum Thema.
Bekannt wurde er vor allem durch seine Gemälde, Illustrationen von Büchern wie Peterchens Mondfahrt und Beiträge für verschiedene Zeitschriften der Weimarer Republik.

## Leben

### Kindheit und Jugend (1870–1889)
Hans Baluschek war der Sohn von Franz Baluschek, Regierungslandmesser und Eisenbahningenieur. Er hatte drei Schwestern, von denen allerdings zwei bereits im Kindesalter an Tuberkulose verstarben. Durch die Euphorie in Breslau als preußischer Residenzstadt nach dem Deutsch-Französischen Krieg 1870/1871 versuchte sich Franz Baluschek als selbstständiger Unternehmer im Eisenbahnbereich und wirkte vor allem in Haynau (heute: Chojnów), das entsprechend für seinen Sohn neben Breslau zu dessen Hauptwohnorten wurde. Durch den Vater wurde zudem die Faszination für die Eisenbahn bereits in der frühen Kindheit erstmals manifestiert.
Im Jahr 1876 zog die Familie mit dem erst sechsjährigen Hans Baluschek nach Berlin, und bis 1886 wechselte sie insgesamt fünfmal die Wohnung, wobei sie immer in den sich ausbreitenden Neubaugebieten für Arbeiter vor dem Halleschen und dem Kottbusser Tor, dem heutigen Berlin-Kreuzberg blieb. Berlin befand sich zu dieser Zeit in einer durch den Gründerkrach 1873 ausgelösten Depression und insbesondere die private Eisenbahnindustrie befand sich nach dem Zusammenbruch der Unternehmen von Bethel Henry Strousberg in einer sehr schwierigen Lage. Franz Baluschek arbeitete als königlicher Eisenbahningenieur bei der staatlichen Eisenbahn, in die die privaten Unternehmen überführt wurden, und konnte so die Familie ernähren, die in bürgerlichem bis kleinbürgerlich-proletarischem Milieu inmitten von anderen Arbeiterfamilien lebte. Nach dem Besuch der Gemeindeschule wurde Hans Baluschek mit neun Jahren in das Ascanische Gymnasium aufgenommen, das 1875 gegründet worden war. Es gehörte zu den wenigen höheren Schulen in Berlin, welche die Schüler auf der Basis eines humanistischen und naturwissenschaftlichen Lehrplans unterrichteten.

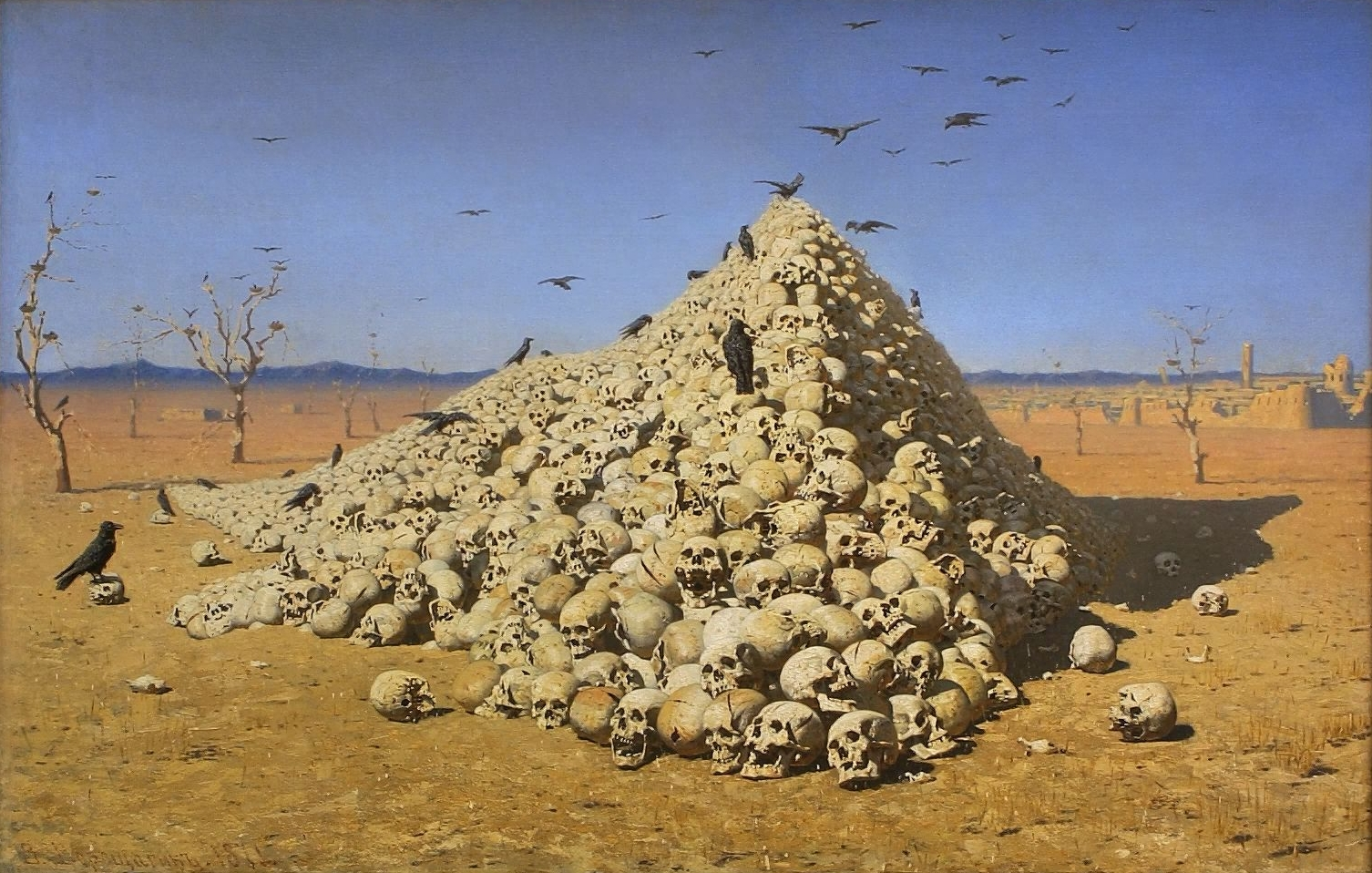
Wassili Wereschtschagin: Die Apotheose des Kriegs, 1871

In den Jahren 1882 bis 1886 stellte der russische Künstler Wassili Wereschtschagin in mehreren Bildzyklen seine Gemälde vom Russisch-Osmanischen Krieg 1877–1878 und andere Kriegsdarstellungen aus, die in Berlin viel diskutiert wurden und den Künstler aufgrund seiner Inhalte und des ungewohnten Realismus populär werden ließen. Für Baluschek stellte der Besuch der Ausstellungen ein entscheidendes und prägendes Erlebnis dar. Er begann damit, Bilder zu kopieren und selbst zu malen. In seinen frühen Werken versuchte er sich unter anderem an Kriegsdarstellungen, die Wereschtschagin nachempfunden waren; auch in späteren Kriegsbildern zeigt sich der deutliche Einfluss dieses Vorbilds.
Sein Vater wurde 1887 für den Eisenbahnbau auf der Insel Rügen nach Stralsund versetzt, wo Baluschek die beiden letzten Jahre seiner Schulzeit bis zum Abitur verbrachte. Hier traf er auf den Lehrer Max Schütte, der seine Schüler mit den Ideen und Zielen des Sozialismus vertraut machte und über Klassenstrukturen der Gesellschaft und ökonomische Zusammenhänge aufklärte. Aufgrund des noch gültigen Sozialistengesetzes wurde Schütte aus dem Lehrdienst entlassen. Baluschek und seine Mitschüler begannen mit dem Studium sozialistischer Schriften und den in Deutschland populär werdenden Schriften Leo Tolstois und Emile Zolas. 1889 beendete Baluschek seine Schullaufbahn mit dem Abitur und dem Wunsch, Maler zu werden.

### Frühe Künstlerjahre (1890–1894)

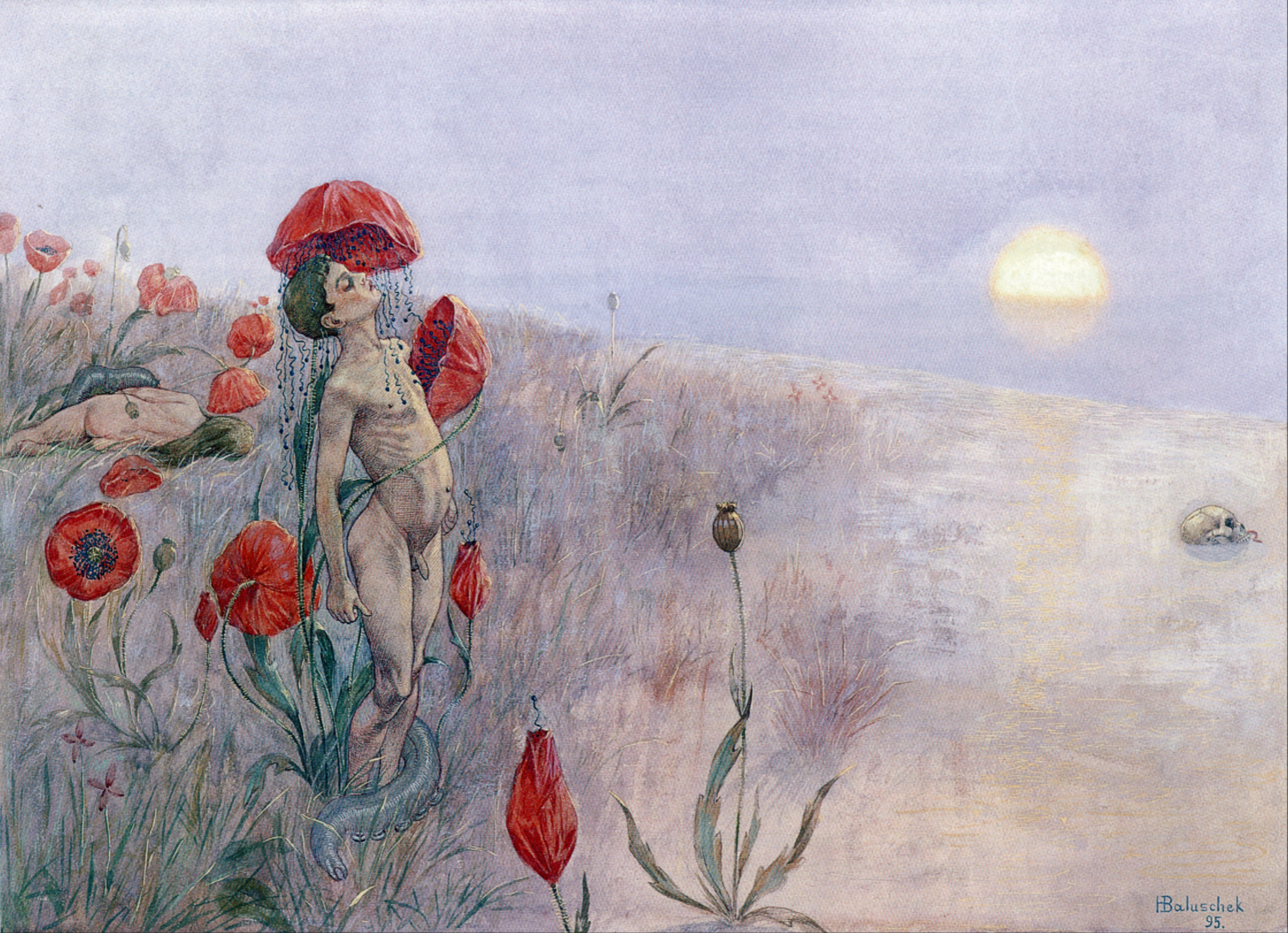
Der Tod, 1895

Nach seinem Abitur erhielt Hans Baluschek noch im selben Jahr die Zulassung für das Studium an der Königlichen Akademie der bildenden Künste in Berlin und lernte hier Martin Brandenburg kennen, mit dem ihn lebenslang eine enge Freundschaft verband. Die Hochschule wurde von Anton von Werner geleitet, der sie trotz vieler Neuerungen sehr konservativ führte. Er lehnte vor allem die durch den deutschen Impressionismus geprägten Strömungen um die gerade populär werdenden Maler Max Liebermann, Lesser Ury und Franz Skarbina ab und war bemüht, keinerlei Einfluss dieser künstlerischen Ausprägungen in den Unterricht der Akademie einfließen zu lassen. Stattdessen legte er Wert auf bewährte Themen der akademischen Malerei und stellte vor allem die Historienmalerei, die in der offiziellen Kunstwahrnehmung die höchste Wertschätzung genoss, in den Fokus der Ausbildung.
Baluschek wohnte in Berlin-Schöneberg; sein ältestes bekanntes Skizzenbuch stammt aus dem Jahr 1889 und zeigt ihn in einem Selbstbildnis als Student mit Mütze und Band in der Couleur eines Corpsstudenten. Ob er Teil einer Studentenverbindung war, ist allerdings nicht bekannt; spätere Bilder zeigen Kenntnisse der Organisation und auch in seinen Novellen wird das Thema aufgegriffen. In den frühen Arbeiten finden sich zudem auffällig häufig Kriegsszenen und militärische Kampfszenen neben Darstellungen des Stralsunder und des Berliner Straßenlebens. in den 1890er Jahren nimmt die Anzahl der Darstellungen der sozialen Klassenunterschiede und des Arbeiterlebens in Berlin deutlich zu, wodurch er sich von der akademischen Malerei zunehmend löste.
Im Sommer 1893 beendete Baluschek sein Studium an der Akademie, um als freier Künstler zu arbeiten. Anders als die meisten akademisch ausgebildeten Maler konzentrierte er sich weiter auf die Klassenunterschiede und wurde so sehr schnell zu einem Außenseiter des wilhelministischen Kunstbetriebs. Er ließ sich vor allem durch die Schriften von Gerhart Hauptmann, Leo Tolstoi, Henrik Ibsen, Johannes Schlaf und Arno Holz beeinflussen, die den Mittelpunkt der naturalistischen Literaturbewegung in Berlin darstellten und verband sie mit seinen Studien theoretischer Schriften der sozialistischen Literatur sowie weiterer Studien der Medizin, Philosophie und Volkswirtschaft.

### Künstlerische Findung (1894–1914)

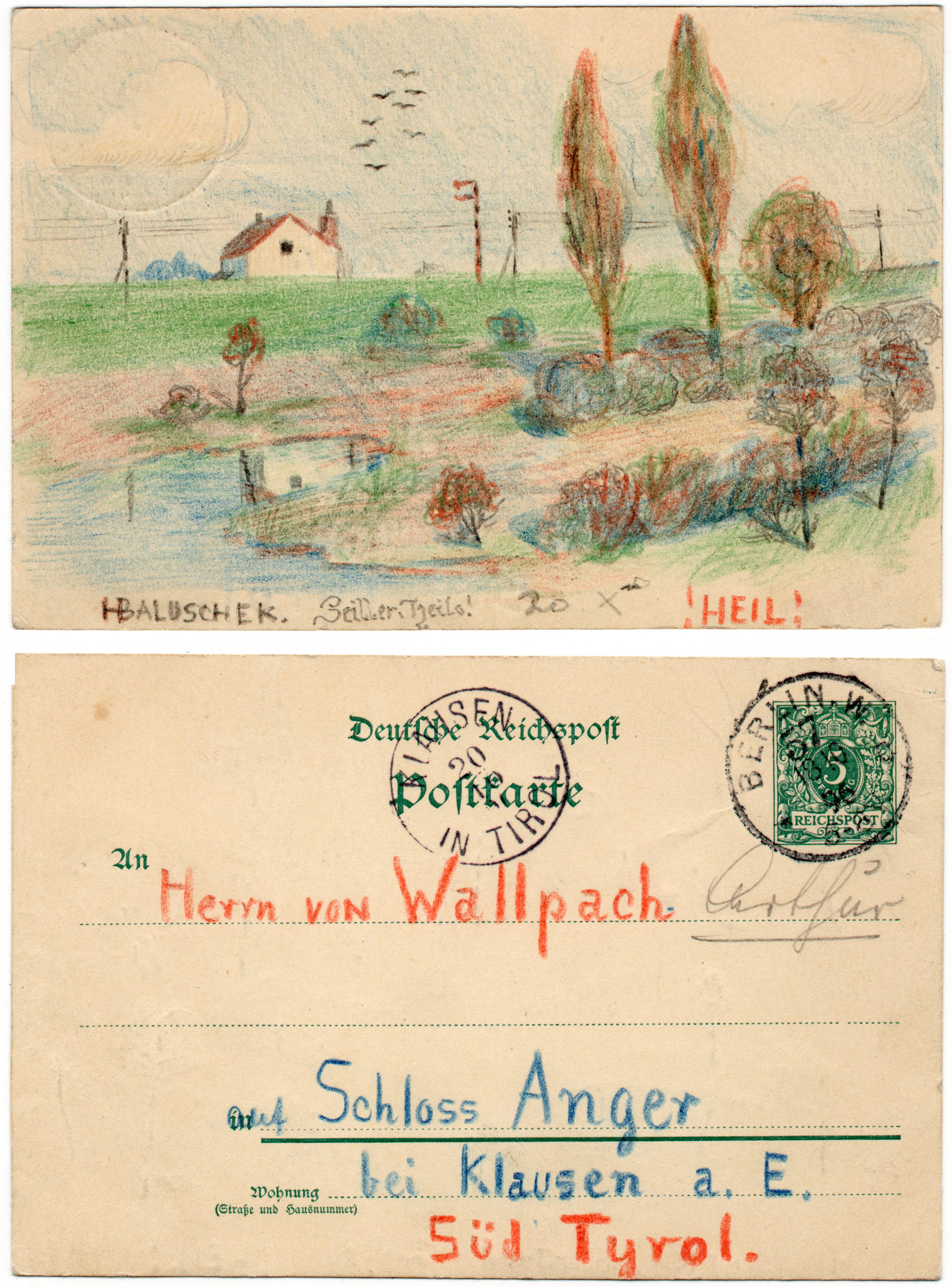
Postkarte von Baluschek an Arthur von Wallpach, 1896

Die Hauptzeit der künstlerischen Findung Baluscheks begann 1894 und reichte bis zum Beginn des Ersten Weltkriegs im Jahr 1914. In dieser Zeit entwickelte er seine individuelle Position in der Kunstszene Berlins, in der er die Opposition zur traditionellen akademischen Malerei zunehmend verstärkte und Freundschaften mit Gleichgesinnten aufbaute. Diese fand er vor allem unter Künstlern des Umfelds Liebermanns. Seine Motive stellten vor allem die Randbereiche Berlins dar, in denen durch die Baustellen für den Wohnungsbau und die Eisenbahn ein enormes Wachstum stattfand. Den Fabrikanlagen, Friedhöfen und vor allem den Menschen, die er als Protagonisten seiner Werke nutzte, begegnete er hier. Der literarische Naturalismus wurde für ihn zur entscheidenden künstlerischen Prägung, die seinen Kampf gegen die Konventionen und die Autorität der Inhalte und der Formalia begleitete und seinen sehr eigenständigen Stil bis in das 20. Jahrhundert definierte.
In seinem 1894 entstandenen Bild Mittag, in dem er einen Ausschnitt aus einem Zug von Frauen und Kindern darstellte, die in Körben ihren Männern in den Fabriken das Mittagessen bringen, zeigt sich diese Prägung sehr deutlich. Die Protagonistinnen sind „durch die gleiche endlose Schufterei und die kaum unterschiedlichen dürftigen Wohnbedingungen […] zu entindividualisierten Typen geworden. […] Jede einzelne der Frauen ist lediglich Bestandteil der Menge, denn nicht die Einzelpersonen, sondern die in gleichen Verrichtungen funktionierende Menschenmenge stellt einen gesellschaftlichen Faktor dar.“
Beim Eisenbahner-Feierabend aus dem Jahr 1895 wird dieser Inhalt fortgeführt. Die Personenmasse wird hier durch die Arbeiter selbst dargestellt, die vor einem Hintergrund aus Bahnanlagen, Schornsteinen und Oberleitungen müde von der Arbeit kommen und teilweise von ernst blickenden Kindern empfangen werden. Zur Zeit der Entstehung unterhielt Baluschek eine freundschaftliche Beziehung zu dem Literaten Richard Dehmel, der durch Gedichte wie Der Arbeitmann und Vierter Klasse bekannt wurde und dessen 1896 erschienene Gedichtsammlung Weib und Welt ein von Baluschek entworfenes Deckblatt bekam. Baluschek zeichnete 1897 ein Porträt des Lyrikers. Weitere Verbindungen bestanden zu Hermann Bang, Cäsar Flaischlen, Hans Land und vor allem Arno Holz, zu dessen engerem Freundeskreis er gehörte. 1897 spielte Baluschek in Holz’ selbst finanzierter Vorführung der Sozialaristokraten unter dem Pseudonym Fritz Gieseke die Rolle des „Sprödowski“, seine erste und einzige Rolle als Schauspieler. Holz wird für Baluschek als Schlüsselfigur des Naturalismus und geistiger Mentor betrachtet, wobei Baluscheks Arbeiten erst begannen, als der literarische Naturalismus bereits abebbte.
Baluschek entwickelte eine eigene Maltechnik, die vor allem auf Aquarellen und Gouachen aufbaut, Ölfarben benutzte er dagegen vergleichsweise selten. Der Untergrund wurde mit Ölkreidestiften vorbereitet, um einen sehr farbigen und zugleich stumpfen Gesamteindruck zu bilden. Laut Baluschek sollte dies der Berliner Atmosphäre entsprechen, „wie ich sie mir in ihrem grauen Charakter empfinde.“ Er schrieb weiter: „Mir war die Ölfarbe für diesen Zweck zu satt und zu speckig; außerdem gestattet sie mir bei den verhältnismäßig kleinen Formaten nicht den scharfen Ausdruck der Gesichtslinien meiner Figuren und gewisse Einzelheiten, wie der gespitzte Stift, mit dem ich farbig zeichnen konnte.“

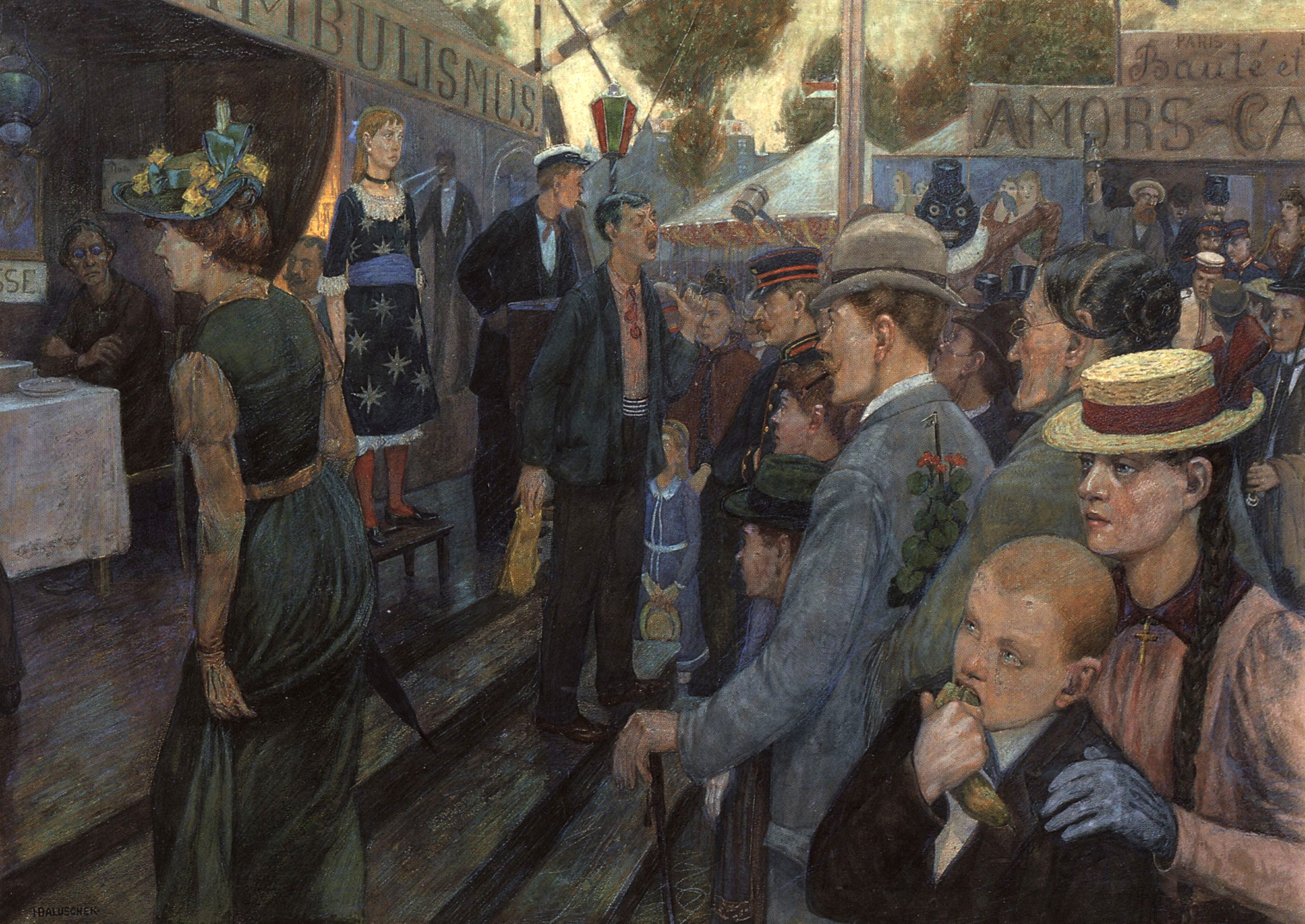
Vergnügungspark – In der Hasenheide, 1895

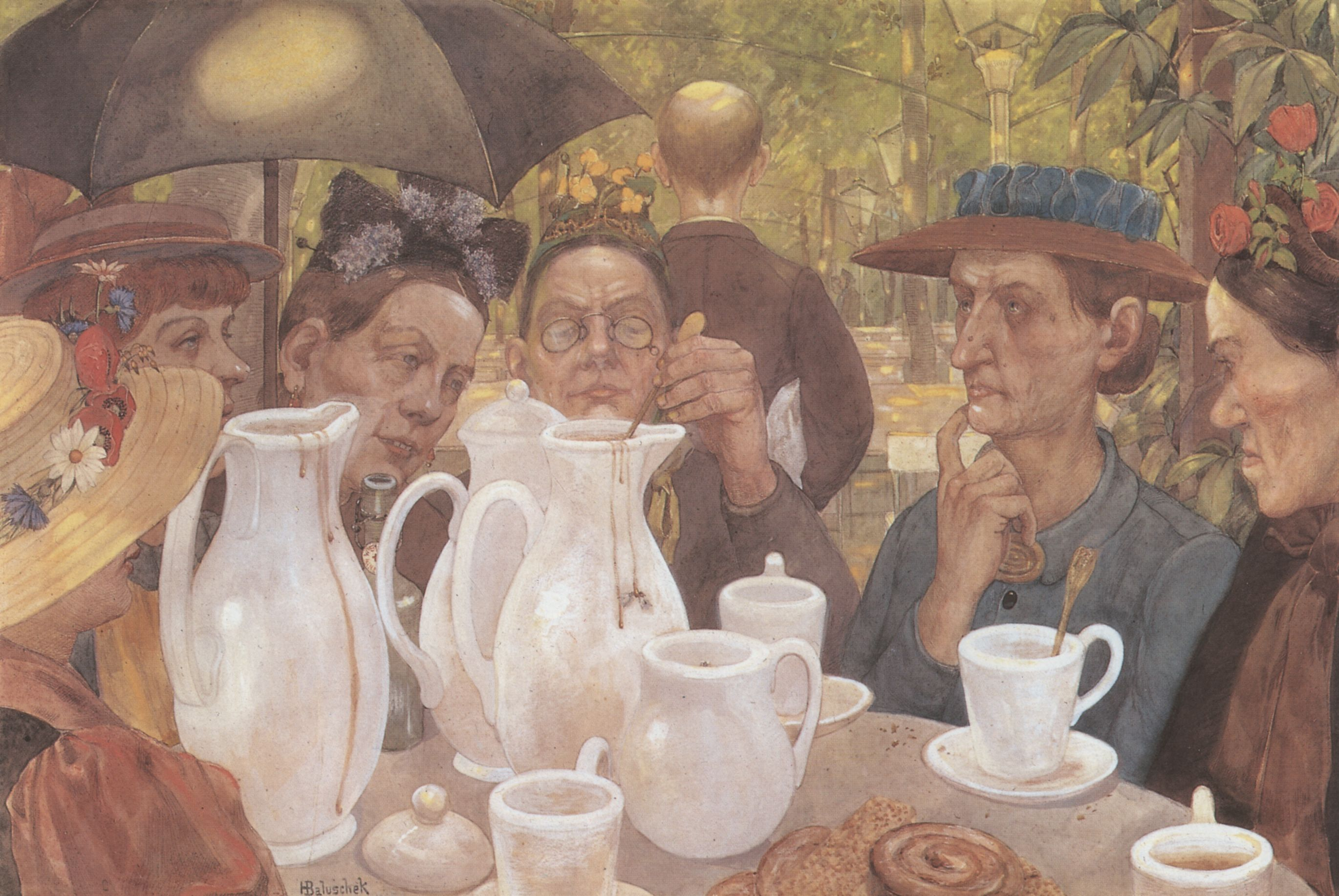
Hier können Familien Kaffee kochen, 1895

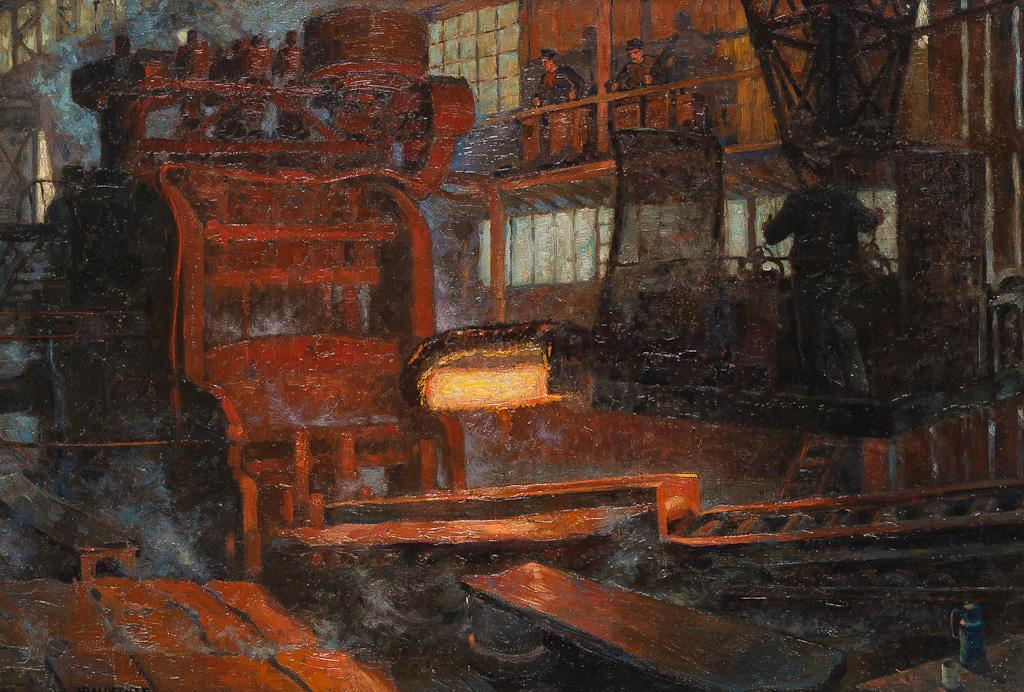
Stahlwalzwerk, um 1910

In der zweiten Hälfte der 1890er Jahre trat Baluschek mehr und mehr in das Bewusstsein der Berliner Kunstszene, vor allem durch seine Ausstellungen in den Jahren 1895, 1896 und 1897 in der Galerie Gurlitt gemeinsam mit Martin Brandenburg, bei denen er erstmals seine Bilder einem größeren Publikum präsentierte. Obwohl es bereits vorher Darstellungen aus dem Berliner Klein- und Spießbürgertum gab und auch Max Liebermann, Franz Skarbina, Fritz von Uhde und andere Maler des deutschen Realismus Darstellungen aus der Arbeitswelt und Großstadtszenen malten, waren Baluscheks Bilder für seine Zeit neuartig und außergewöhnlich. Laut Bröhan (2002) unterschied sich Baluschek „durch eine direkte Wahrhaftigkeit, die seinen gemalten Wirklichkeitsausschnitten etwas beunruhigend Provozierendes gaben“. Die Darstellung der unmenschlichen Lebensumstände und der trostlosen Arbeitsbedingungen kamen hinter der oftmals amüsanten Fassade hervor. Der Kritiker Willy Pastor zeigte auf, dass sich „in dieser harmlosen Novellistik etwas verbarg, daß mehr war als bloße Erzählung“. Nach seiner Darstellung gingen die Kritiker amüsiert von Bild zu Bild oder wandten sich ab, weil Baluschek zum „geschmacklosen Volke der Naturalisten“ gehörte und sich durch „zu wenig Parfüm, zu viel Pfütze“ auszeichnete.
Deutlich wird dieser Kontrast unter anderem bei Werken wie Vergnügungspark – In der Hasenheide (1895), in dem die oberflächliche Feststimmung durch die Gesichter der Protagonisten und die Darstellung der Jahrmarktbuden relativiert wird. In dem Bild Hier können Familien Kaffee kochen (1895) wird die an sich kommunikative Darstellung von sechs Frauen vor Kaffeekannen durch die verlebten und faltigen Gesichtszüge durchbrochen, während in Tingeltangel (1890) das Innere eines mit Kaiserbüste und schwarz-rot-goldenem Behang geschmückten Vergnügungsetablissements dargestellt und durch die Darbietungen einer Tänzerin kontrastiert wird. Im Berliner Rummelplatz mit einer farbenprächtigen Karusselldarstellung wird einem zigaretterauchenden Arbeiterjungen ein luftballonaufblasendes Kind gegenübergestellt. Einen Vorgriff auf die Neue Sachlichkeit stellt das Aquarell Neue Häuser (1895) dar, das ohne Schönung einen monotonen und menschenleeren Häuserkomplex in Fabriknähe zeigt.
Aufgrund der Unzufriedenheit der Berliner Künstler gegenüber der Vormachtstellung der offiziellen Kunstanschauung des Anton von Werner und die überfüllten Kunstausstellungen mit großen Bildermengen kam es im auslaufenden 19. Jahrhundert in Berlin zu einer Spaltung der Kunstszene. Unter der Leitung Leistikows wurde 1892 die Vereinigung der XI als exklusive Ausstellungsgemeinschaft gegründet. Auch Baluschek wurde gebeten, sich an den Ausstellungen der Vereinigung zu beteiligen.
Durch den Skandal um die Absetzung einer Ausstellung Edvard Munchs im Herbst 1892 durch Anton von Werner kam es zu weiterer Unzufriedenheit innerhalb der Berliner Künstlerschaft, die 1898 in der Gründung der Berliner Secession durch die modernen Künstler der Stadt, ebenfalls angeführt von Leistikow, mündete. Auch Baluschek gehörte zu den Gründungsmitgliedern der Secession und wurde zum Schriftführer gewählt. Gemeinsam mit Käthe Kollwitz, Otto Nagel und Heinrich Zille vertrat er die bodenständige und sozialkritische Kunst in der Secession, wodurch sie sich von den weitgehend durch den französischen Impressionismus, Pointillismus und Symbolismus beeinflussten Künstlern der Vereinigung unterschieden. Während Zille und Kollwitz als Zeichner allerdings auf die Schwarz-Weiß-Ausstellungen der zeichnenden Künste angewiesen waren, konnte Baluschek seine Gemälde regelmäßig auf den Ausstellungen der Secession präsentieren und stellte damit eine ständige Provokation für die konservativen Kreise dar. Bereits das Bild Singknaben (1895), das Baluschek zur ersten Ausstellung der Secession 1899 präsentierte, kontrastierte mit der Gesellschaft, die in eleganter Garderobe zu diesem gesellschaftlichen Ereignis erschienen war. Während man in Folge die „harmlosere Seite der Secession“ durchaus als Gewinn betrachtete, war die „Elendsmalerei“ beispielsweise für den nationalliberalen Reichstagsabgeordneten Waldemar von Oriola ein „zügelloses Produkt jenseits ästhetischer Normen“.
Baluschek heiratete 1902 die Theaterschauspielerin Charlotte von Pazatka-Lipinski, die er einige Jahre vorher durch seine Verbindungen zur Theaterwelt kennengelernt hatte. 1900 schuf er eine gemalte Liebeserklärung in Form eines Märchenbildes, auf der er selbst als Elfenritter einer Dame mit den Gesichtszügen von Charlotte von Pazatka-Lipinski eine Rose überreicht. Gemeinsam mit ihr zog er in ein Haus in der Klopstockstraße in Berlin-Tiergarten. Die anfangs sehr romantische Ehe verlief jedoch unbefriedigend und wurde 1913 kinderlos geschieden.

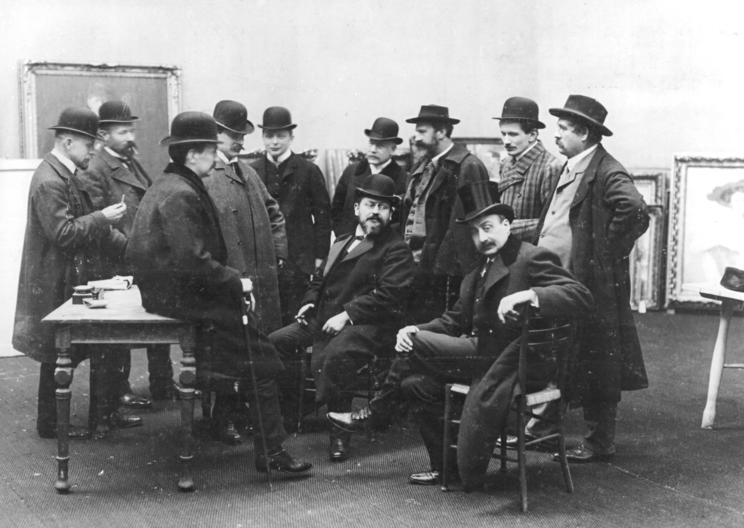
Jury für die Ausstellung der Berliner Secession (1908), v. l. n. r. Fritz Klimsch, August Gaul, Walter Leistikow, Hans Baluschek, Paul Cassirer, Max Slevogt (sitzend), George Mosson (stehend), Carl Max Kruse (stehend), Max Liebermann (sitzend), Emil Rudolf Weiß (stehend), Lovis Corinth (stehend)

Im Jahr 1904 erschien in der Reihe Moderne Illustratoren erstmals eine Monographie über Hans Baluschek von Hermann Eßwein, angeregt durch den Verleger Reinhard Piper. Die Serie, die neben Baluschek die Illustratoren Thomas Theodor Heine, Eugen Kirchner, Adolf Oberländer, Edvard Munch, Henri de Toulouse-Lautrec und Aubrey Beardsley porträtierte, konzentrierte sich auf die Arbeiten zur Buchillustration, zeigte jedoch im Fall von Baluschek neben seinen Märchenillustrationen vor allem seine Bilder zu Berlin.
1908 wurde Baluschek Teil des Vorstands der Berliner Secession; in der Folge geriet jedoch auch diese zunehmend in die Kritik. Die Offenheit, die sie bei ihrer Gründung gegenüber der neuen Malerei des Impressionismus zeigte, wandelte sich mit dem Aufkommen des Expressionismus. Max Liebermann verhinderte als Leiter der Secession eine Ausstellung von Henri Matisse; andere Künstler wie das Secessionsmitglied Max Beckmann beschwerten sich über „eine unverschämte Frechheit nach der anderen“. 1910 kam es nach Ablehnung weiterer Künstler zur Abspaltung der Neuen Secession um Georg Tappert und Max Pechstein und zur „Ausstellung von Werken Zurückgewiesener der Berliner Secession“. 1913 wurde mit der Herbstausstellung mit Werken von Edvard Munch, Pablo Picasso und Ernst Ludwig Kirchner ein letzter Versuch unternommen, die Situation in der Berliner Secession zu beruhigen. Im selben Jahr führten jedoch massive Vorwürfe gegen Paul Cassirer in seiner Doppelfunktion als Jurymitglied der Secession und als Kunstverkäufer zum Austritt von 42 Künstlern aus der Secession. Darunter befanden sich Max Liebermann und der gesamte Vorstand, die nun die Freie Secession gründeten. In der Berliner Secession blieb vor allem Lovis Corinth als international bekannter Künstler zurück, der die Vereinigung weiterhin leitete.
Baluschek heiratete einen Monat nach seiner Scheidung 1913 seine ehemalige Malereischülerin Irene Drösse, die 21 Jahre  jünger war als er. Mit ihr blieb er bis zu seinem Tod zusammen. In den Weltkriegsjahren 1916 und 1918 brachte sie die gemeinsamen Töchter Regine und Renate zur Welt.

### Entwicklung während des Krieges (1914–1918)

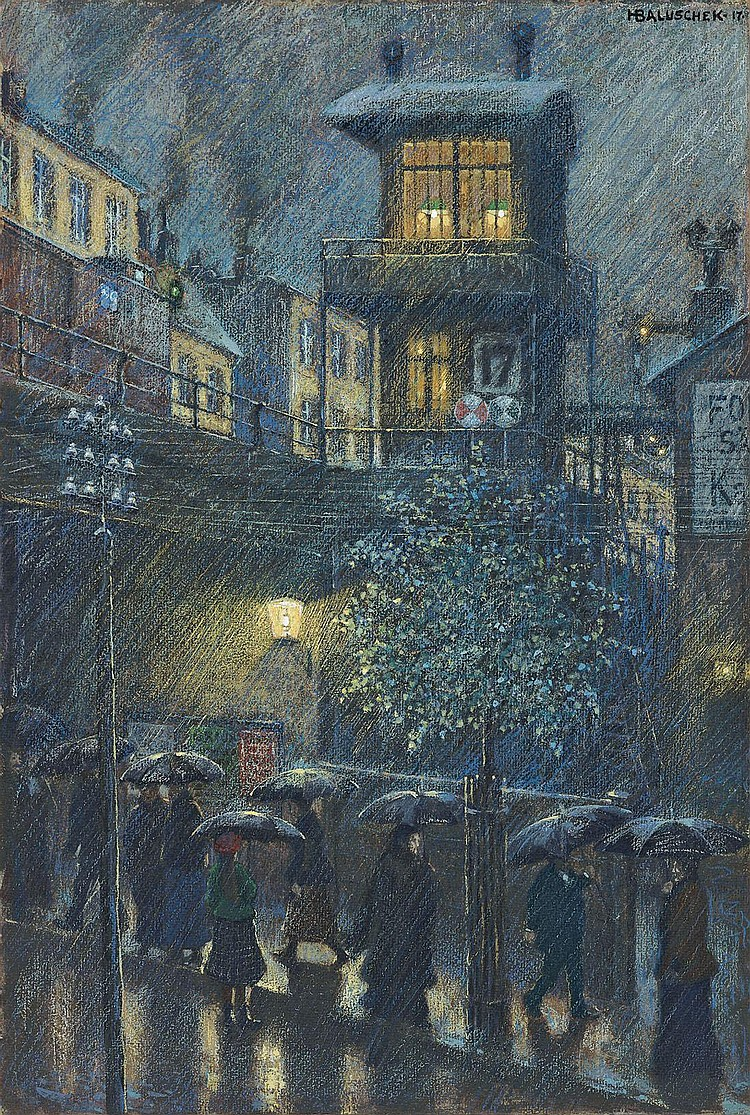
Regen, 1917

Der Erste Weltkrieg hatte sowohl auf das künstlerische Umfeld in Berlin wie auch auf die einzelnen Künstler einen großen Einfluss. Die Kriegserklärung des Deutschen Reichs gegen Russland und Frankreich führte in der Bevölkerung zu einer Entladung aufgestauter Spannung, die durch eine kriegstreibende und aggressive Stimmung vorher aufgebaut worden war. Auch in der Künstlerschaft kam es zu kriegsoptimistischen Äußerungen, etwa durch Lovis Corinth, Karl Scheffler oder Thomas Mann; patriotische Arbeiten entstanden. Nur wenige Künstler wie Käthe Kollwitz und Otto Nagel ließen sich von dieser Stimmung nicht mittreiben. Zur künstlerischen Unterstützung des Krieges erschienen Zeitschriften wie die von Paul Cassirer herausgegebene Kriegszeit, für die auch Max Liebermann und Hans Baluschek Arbeiten beisteuerten. Heinrich Zille erfand für den Ulk die humoristischen Figuren „Vadding und Korl“, „die das Fronterlebnis als unfreiwilligen Sonntagsspaziergang erscheinen lassen“, und für die wöchentlich erschienenen Künstlerblätter zum Krieg arbeiteten neben Liebermann, Corinth, Zille und Baluschek auch Philipp Franck, Friedrich Kallmorgen und Martin Brandenburg. Auch Max Slevogt, Gerhart Hauptmann, Ernst Barlach, August Gaul und viele andere beteiligten sich mit ihren Arbeiten an der patriotischen Unterstützung der Kriegstruppen oder meldeten sich wie Richard Dehmel, Erich Heckel und Max Beckmann sogar freiwillig zum Armeeeinsatz.
Wie bei anderen war die Beteiligung an dieser Unterstützung auch bei Baluschek auf eine trotz seiner Auflehnung grundsätzlich positive Einstellung gegenüber der konstitutionellen Monarchie und zugleich einer seit langem vorhandenen Unzufriedenheit über die Bevorzugung vor allem der französischen Kunst in der deutschen Künstlerszene zurückzuführen. Bereits in den Vorjahren hatte Baluschek sich an Kunstausstellungen des Werdandibundes 1907/1908 beteiligt und militaristische Werke zur Erinnerung an die Befreiungskriege gegen Napoleon Bonaparte 1813–1815 durch Zeichnungen von Militärangehörigen in privater Umgebung unterstützt. Aufgrund der sich rasch abzeichnenden antisemitischen und intoleranten Einstellungen des Bundes brach er mit dem Zusammenschluss.
Im Jahr 1915 erschien eine Mappe mit dem Titel Der Krieg 1914–1916 mit 22 Bildern Baluscheks, die vom Verband der deutschen Kranken-Pflegeanstalten vom Roten Kreuz herausgegeben wurde. Sie enthielt einen „glühend patriotischen Text“ des Historikers Richard Du Moulin-Eckart, der von Zeichnungen Baluscheks von modernem Kriegsgerät wie Mörsern und anderen Geschützen, U-Booten, Flugzeugen und Zeppelinen illustriert war. Hinzu kamen zwölf ganzseitige Farbtafeln mit Kriegsszenen, „in denen unter die Kriegsfurie geratene Menschen in grauenhaften Szenen [bei] der Vernichtung des Feindes“ gezeigt werden. Abgebildet sind Kriegszerstörungen, Verwundete und Leichen in verschiedenen Kriegsszenen, wobei die Tafelserie in dem Bild Die Hilfe endet, auf dem ein Rot-Kreuz-Zelt mit Verwundeten dargestellt ist.

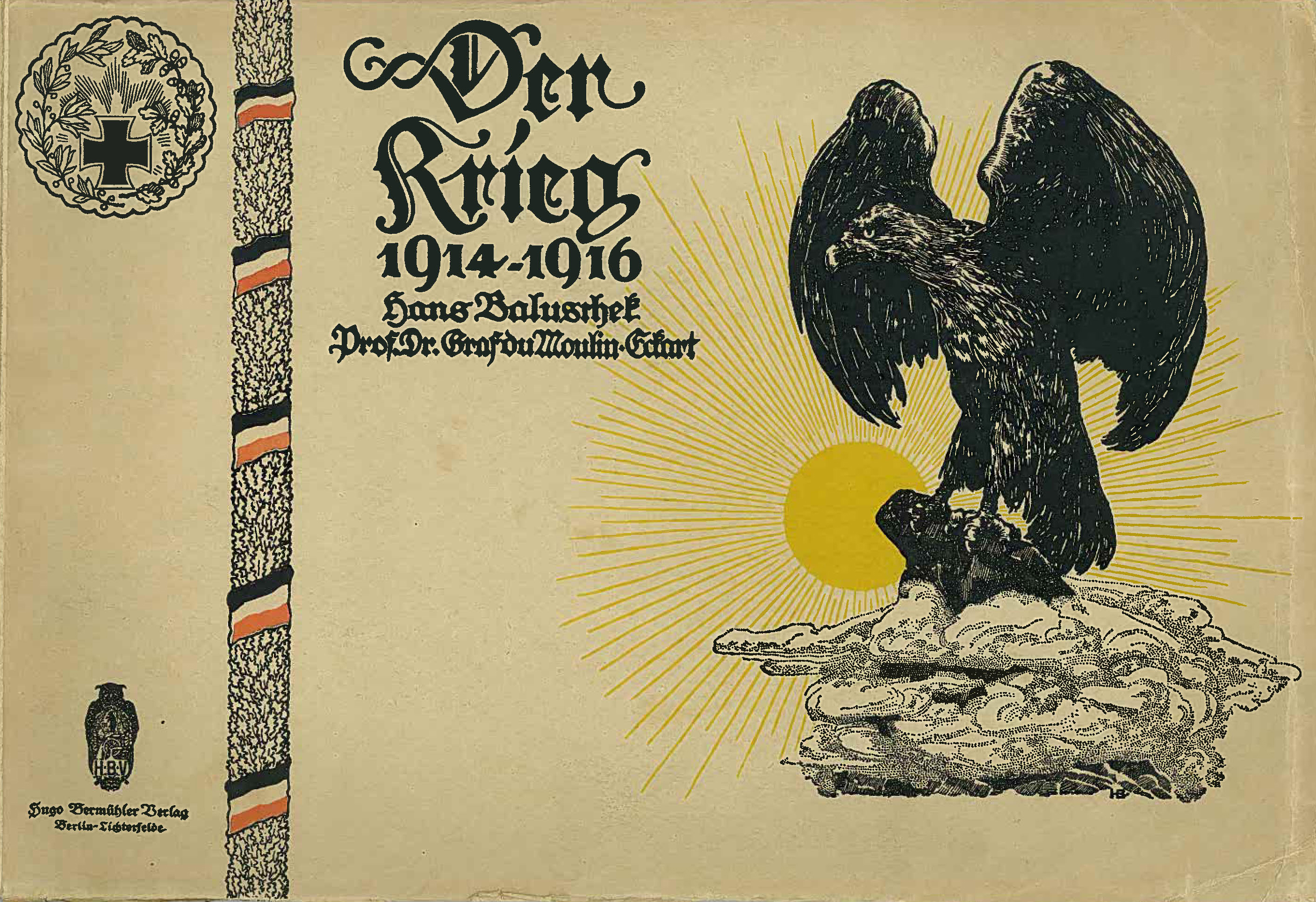
Deckblatt für Der Krieg 1914–1916
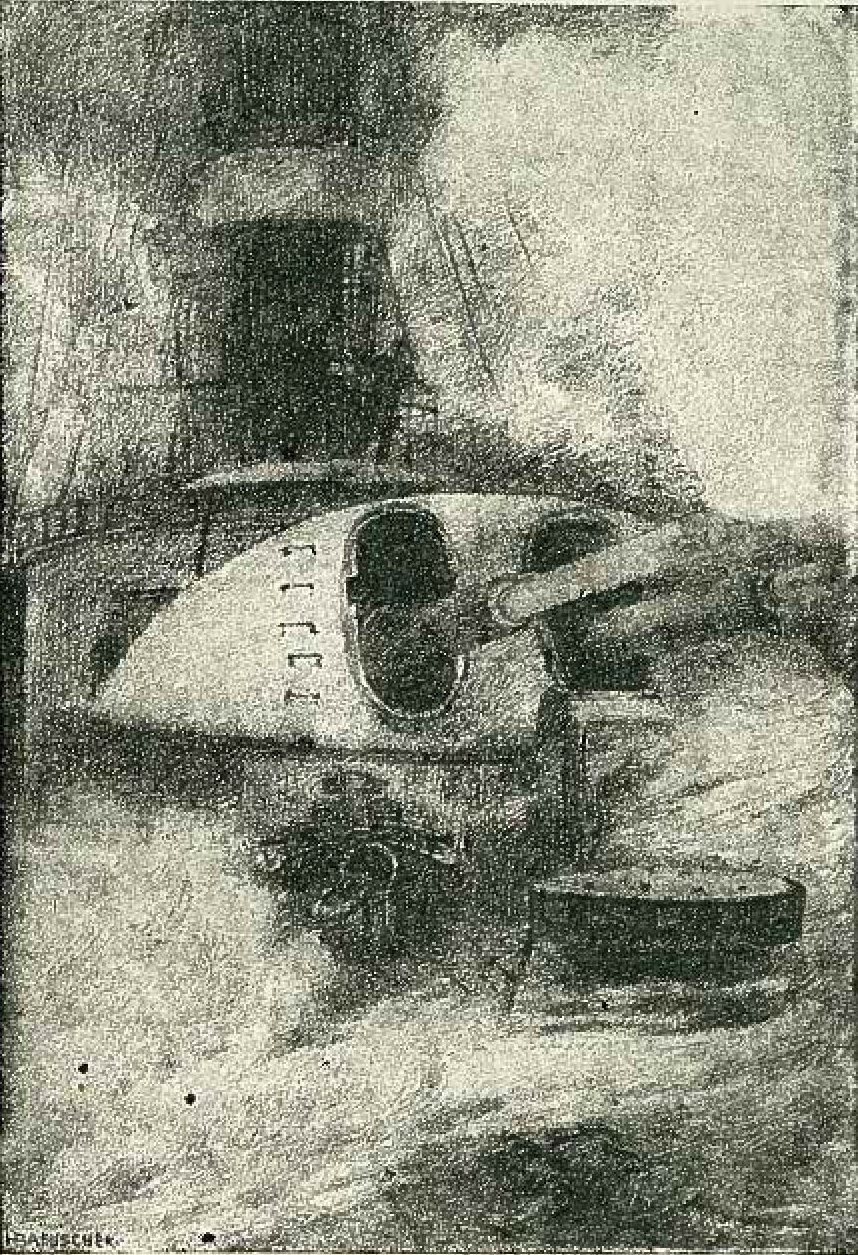
Geschützzeichnung aus Der Krieg 1914–1916
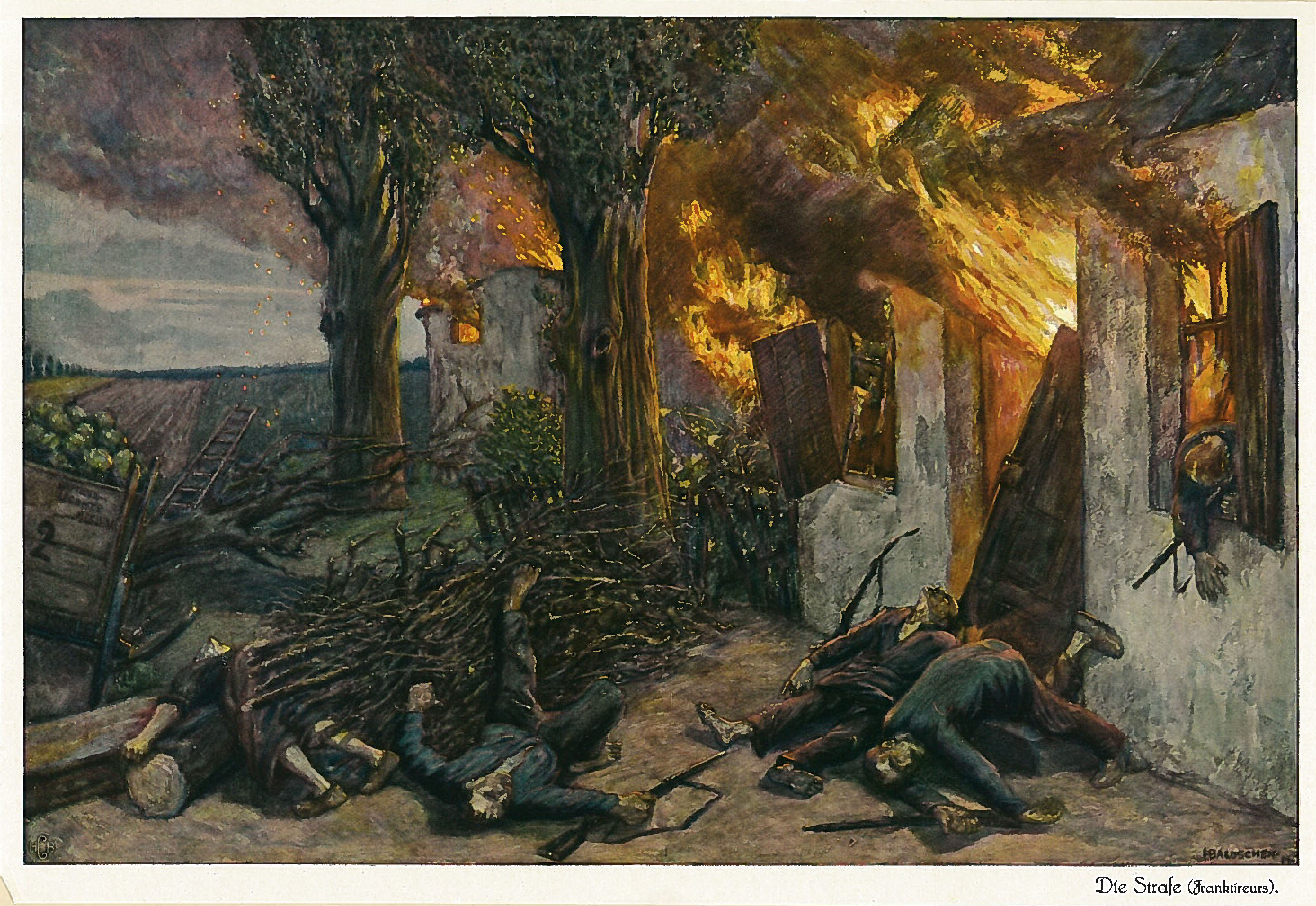
Die Strafe (Franktireurs)
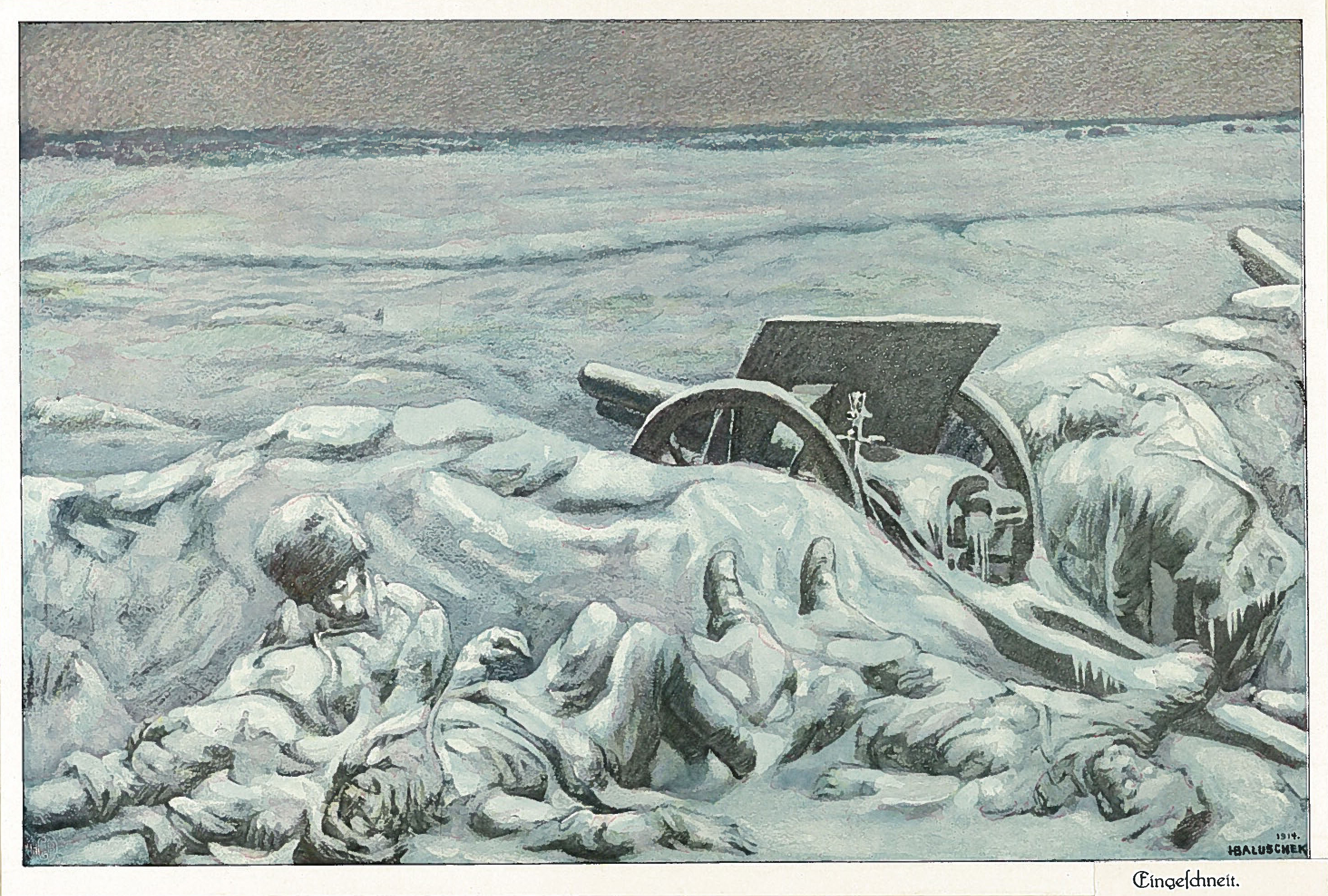
Eingeschneit
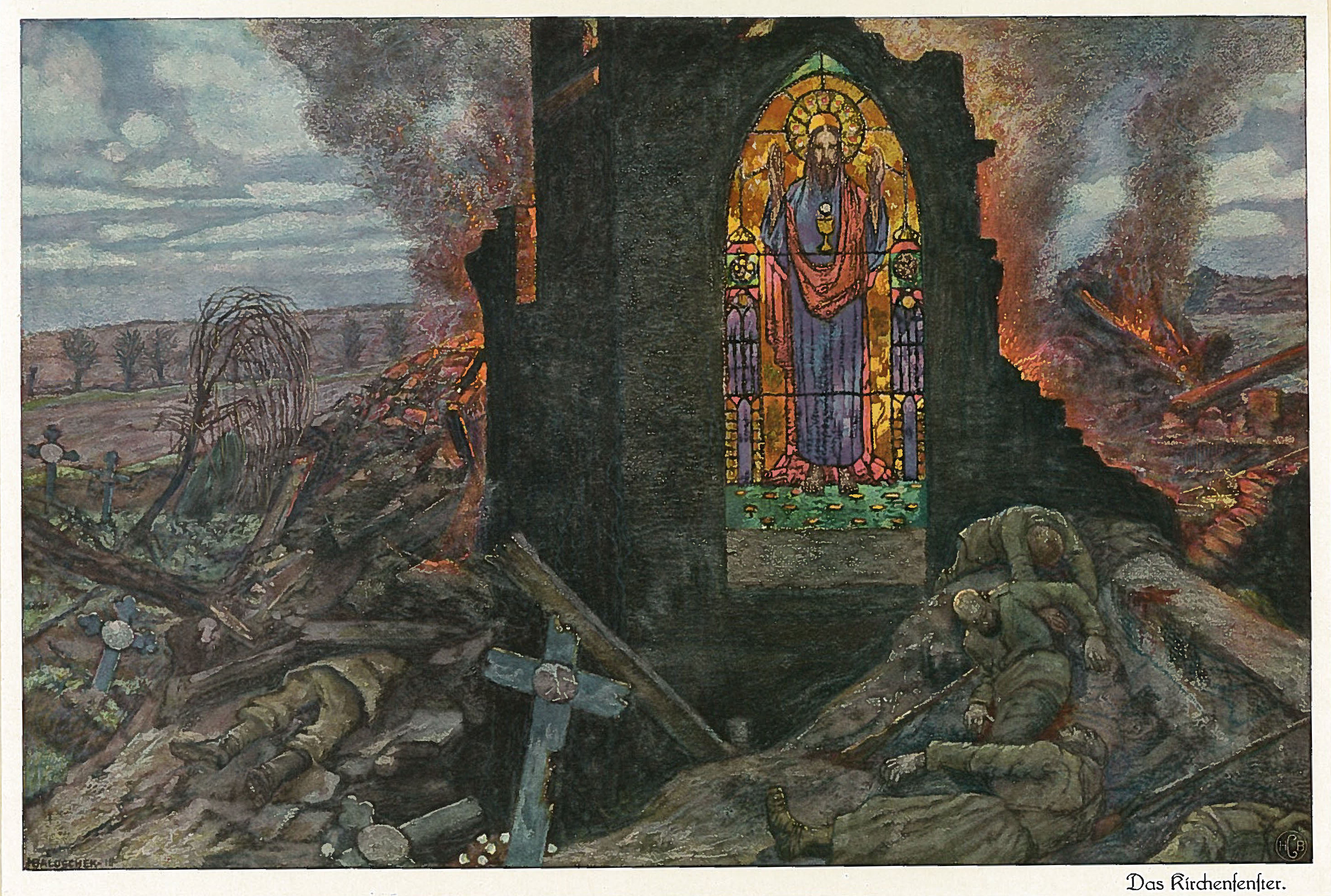
Das Kirchenfenster
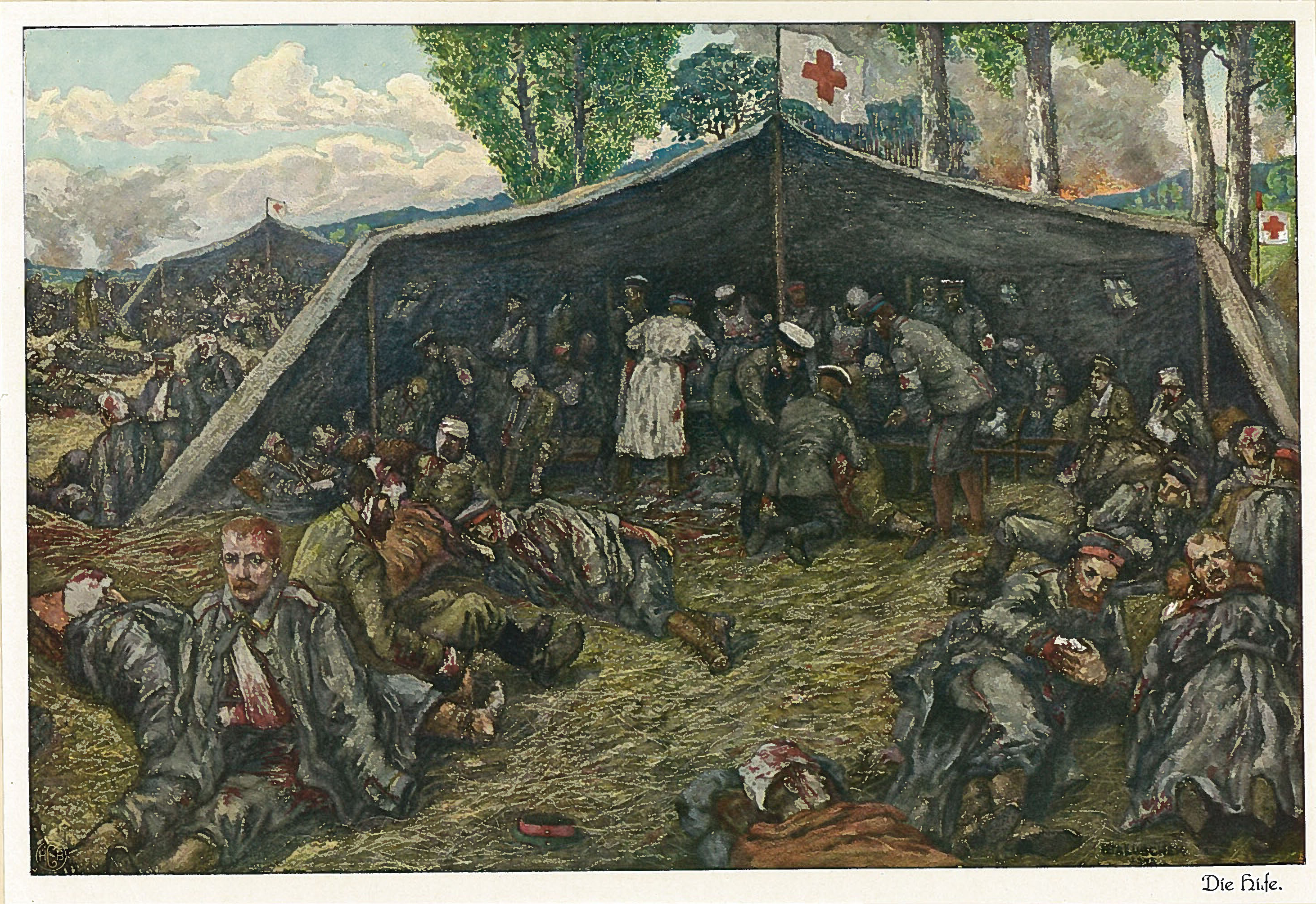
Die Hilfe

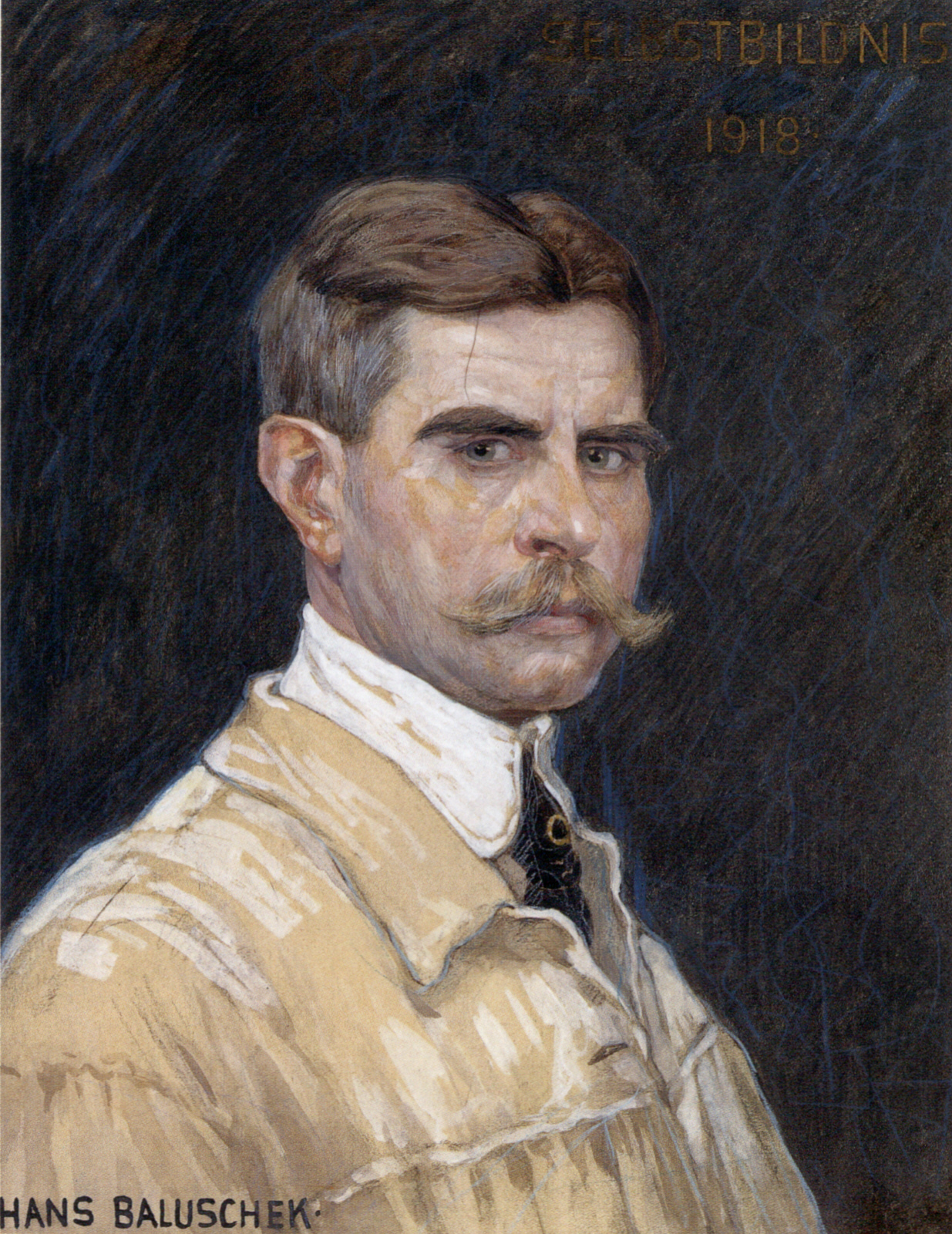
Selbstporträt, 1918

Baluschek meldete sich wie andere Kollegen ebenfalls wahrscheinlich freiwillig zum Kriegsdienst und wurde im Landsturm 1916 an der Westfront und später im Osten eingesetzt. Während dieser Zeit illustrierte er weiterhin Kriegsszenen, u. a. im Wachtfeuer, die jedoch nüchterner wurden und die die von den Frauen übernommenen Dienste ihrer Männer zeigen. Baluscheks enger Freund Martin Brandenburg wurde bereits 1915 durch einen Kopfschuss schwer verwundet und verlor ein Auge, 1919 starb er an den Folgen dieser Kriegsverletzung. In seinem Bild Zur Heimat, bei dem ein Sarg unter soldatischer Ehrbezeigung verladen wird, verarbeitete Baluschek 1917 den Kontrast zwischen der vaterländischen Hingabe des Soldaten und der Opferung seines Lebens. Das Ende des Krieges und vor allem der für Deutschland katastrophale Ausgang erschütterten Baluschek und viele andere. Die Novemberrevolution 1918 nahm er nur aus der Distanz wahr. Baluschek malte 1918 nur wenig, sein Œuvre beschränkt sich in dieser Zeit auf wenige Zeichnungen der Berliner Straßenkämpfe und ein Selbstporträt, das Baluschek in ruhiger Konzentration zeigt.

### Wirken in der Weimarer Republik (1918–1932)

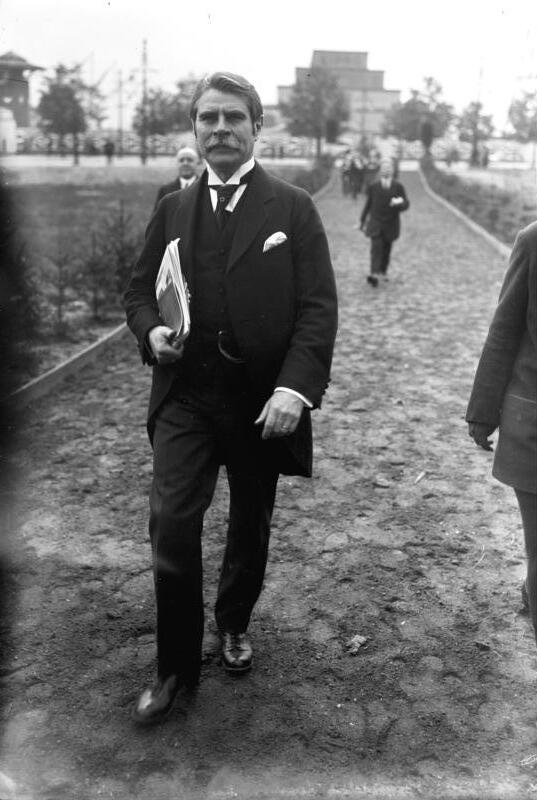
Hans Baluschek, 1930

In den Folgejahren traten vor allem Illustration von Märchen in den Vordergrund. Einem breiten Publikum sind bis heute seine Illustrationen zu Peterchens Mondfahrt aus dem Jahr 1919 vertraut, die er im Auftrag des Klemm-Verlags für das von Gerdt von Bassewitz geschriebene Märchen schuf. Für diesen Auftrag malte und zeichnete Baluschek 16 ganzseitige Farbtuschzeitungen und 37 Federzeichnungen. Bereits in früheren Jahren hatte er sich gelegentlich mit Fantasiedarstellungen befasst und sich als Buchillustrator einen entsprechenden Ruf erarbeitet – die Bilder zu Peterchens Mondfahrt wurden zu seinen bekanntesten Märchenillustrationen. Anders als etwa Max Slevogt, der im Auftrag von Bruno Cassirer in den 1920er Jahren Märchen illustrierte, konnte sich Baluschek in die Gedankenwelt der Kinder eindenken und schuf entsprechende fantasievolle Bilder.
Hans Baluschek illustrierte weitere Kinder- und Märchenbücher für den Klemm-Verlag, darunter Was der Kalender erzählt (1919), Pips, der Pilz (1920), In’s Märchenland (1922), Prinzessin Huschewind (1922) von Fritz Peter Buch und Von Menschlein, Tierlein, Dinglein (1924). Zudem illustrierte er für den Comenius Verlag eine Ausgabe von Grimms Märchen (1925). Hinzu kamen Kostümzeichnungen, Plakate und Bühnenbildentwürfe für das Theater und teilweise auch für den Film. Außerdem gestaltete er 1927 die Kellerräume der Weinstube Lutter & Wegner mit phantasievollen und zugleich humoristischen Szenen aus Berlin.

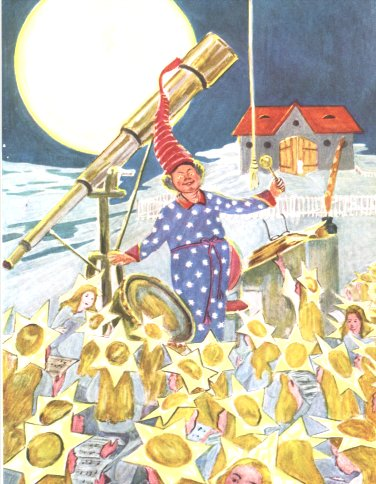
Sternwiese aus Peterchens Mondfahrt, 1919
Die Mondkanone aus Peterchens Mondfahrt, 1919
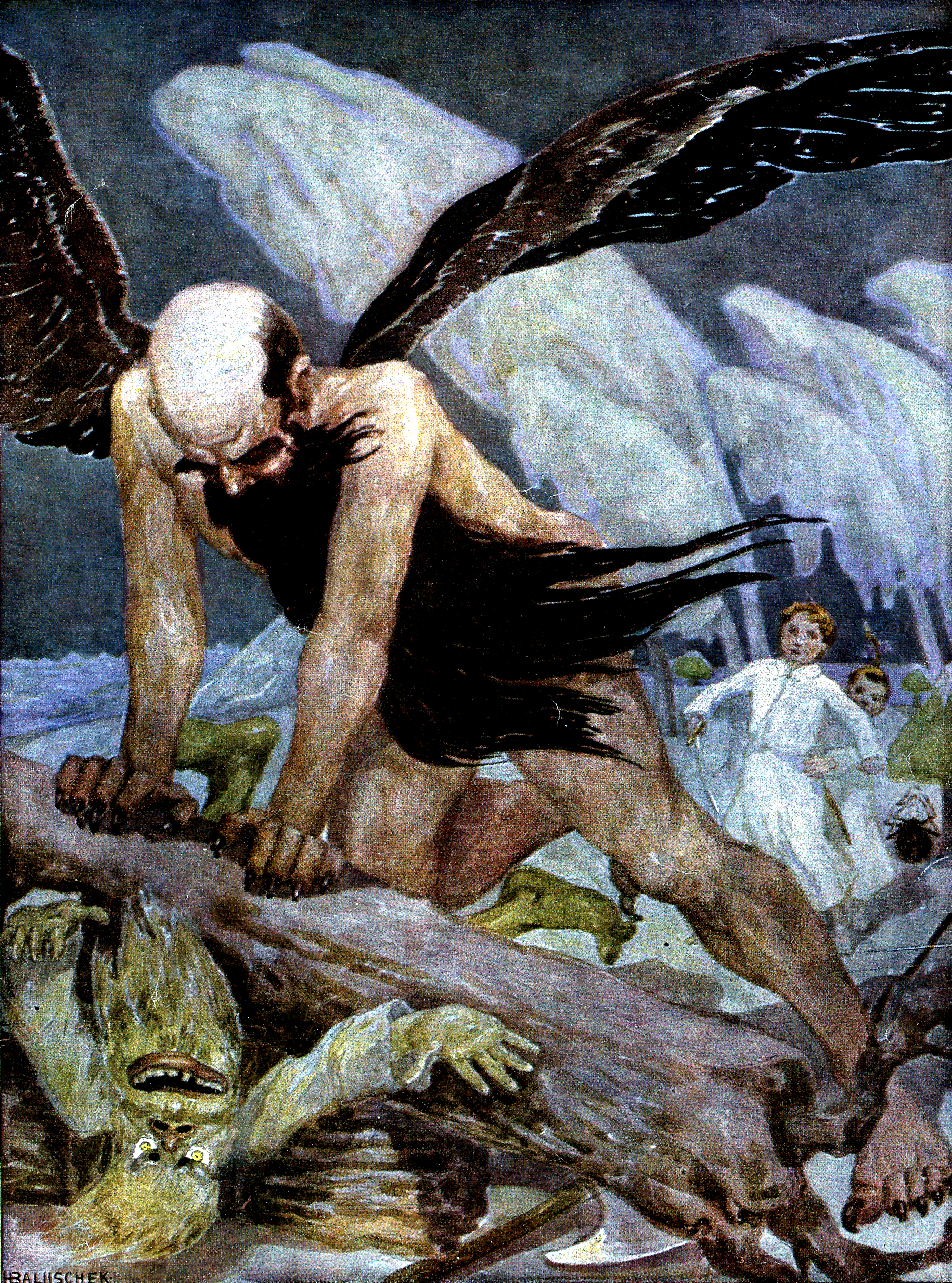
Der Kampf mit dem Mondmann aus Peterchens Mondfahrt, 1919
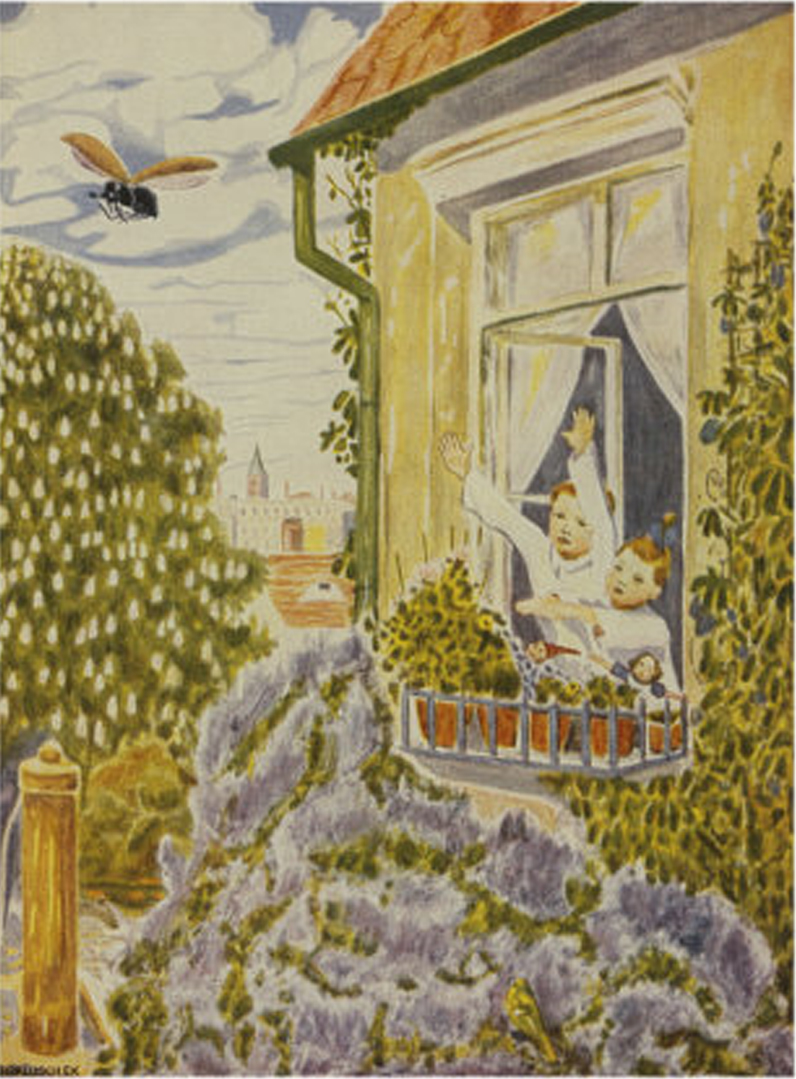
Wieder daheim aus Peterchens Mondfahrt, 1919

Baluschek war, wie viele andere Künstler, durch den Ausgang des Krieges in eine Krise geraten, zugleich nutzte er jedoch die sich bietenden Möglichkeiten zur Neugestaltung aktiv. Er entschloss sich, die am 11. August 1919 in Weimar ausgerufene Weimarer Republik aktiv zu unterstützen und vor allem im Bereich der Kultur und Bildung Einfluss zu nehmen. So war er 1920 unter den ersten Organisatoren und Dozenten der neu gegründeten Volkshochschule Groß-Berlin und lehrte dort Malerei. Bereits 1919 gehörte er dem amtlichen Filmprüfungsausschuss an, wo er versuchte, den oberflächlichen Unterhaltungsfilmen mit der Förderung politischer Filme entgegenzuwirken. Der 1929 von Piel Jutzi gedrehte Film Mutter Krausens Fahrt ins Glück, der als erster echter Zille-Film gefeiert wurde, stand unter dem Protektorat von Baluschek, Otto Nagel und Käthe Kollwitz. Ebenfalls 1919 gehörte er zu den Gründern des Bundes für proletarische Literatur, und 1924 wurde er neben Arno Holz, Martin Andersen Nexø, Karl Henckell, Paul Kampfmeyer und Friedrich Wendel in den literarischen Beirat des sozialdemokratischen Bücherkreises berufen.
Im Jahr 1920 trat er in die SPD ein und wurde Vorsitzender der Kunstdeputation in Schöneberg. Ebenfalls 1920 erschien sein Novellenband Enthüllte Seelen. Gemeinsam mit den Schauspielern Erwin Piscator und Leopold Jessner wurde er unter dem Vorsitz von Berlins Oberbürgermeister Gustav Böß Bürgerdeputierter in der Deputation für Kunst- und Bildungswesen und damit zuständig für Wirtschaftsfragen im Bereich der Kunst und Künstler. Er spielte eine führende Rolle bei der Gründung der Unterstützungskasse Berliner Künstler. Im Reichsverband bildender Künstler Deutschlands wurde er zeitweise Vorsitzender.
Baluschek zeichnete für die Zeitschriften Der wahre Jacob, Lachen links, Frauenwelt, Kulturwille, Der Bücherkreis, Proletarier und die Illustrierte Reichsbannerzeitung sowie für Schulbücher und Romane, wobei sich seine Begeisterung vom technischen Fortschritt, insbesondere für den Schienenverkehr zeigte. Innerhalb der SPD gehörte Baluschek dem linken Flügel an. Er hatte keine Berührungsängste mit kommunistischen Aktivitäten. Sein Gemälde Zukunft von 1920 erschien als Titelblatt der kommunistischen Zeitschrift Sichel und Hammer. Zu den Amsterdamer Internationalen Antikriegstagen 1924 brachte Otto Nagel die Broschüre 8 Stunden der Künstlerhilfe heraus, eine Reaktion auf den Aufruf der KPD zum „Aufruf zur Erhaltung des 8-Stunden-Tags“, der unter anderem von Baluschek, Zille, Dix, Grosz, Sella Hasse, E. Johansson, Völker, Schlichter und E. Hoffmann unterzeichnet wurde.

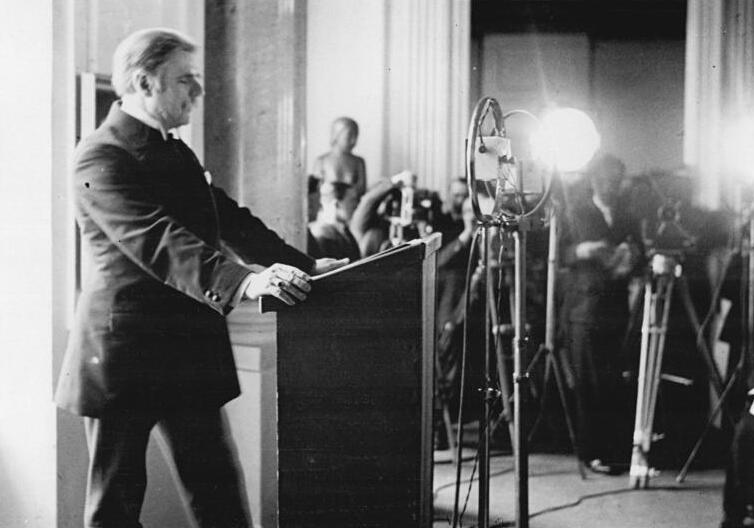
Baluschek eröffnet die Große Berliner Kunstausstellung 1931 im Schloss Bellevue

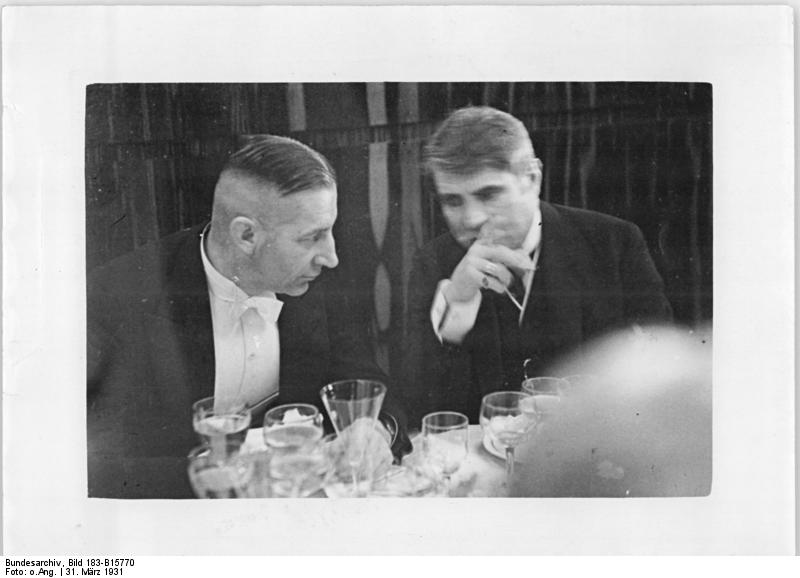
Hans Baluschek (rechts) mit Hans Lohmeyer zur Einweihung des neuen Hauses des Reichsverbandes der deutschen Presse, 1931

Baluschek eröffnete 1923 gemeinsam mit dem Reichspräsidenten Friedrich Ebert die Große Berliner Kunstausstellung und wurde 1929 bis 1933 deren Leiter. Zugleich war er Vorsitzender der Kunstdeputation seines Wohnbezirks Schöneberg und bemühte sich um die Wahrung der geschichtlichen Überlieferung des Bezirks. So verfasste er für eine Ausstellung die Schrift Das alte Schöneberg im Bilde. Er erhielt eine Ehrenwohnung im Atelierturm in den damals gerade neu erbauten Ceciliengärten im Ortsteil Schöneberg, in der er lebte und arbeitete.

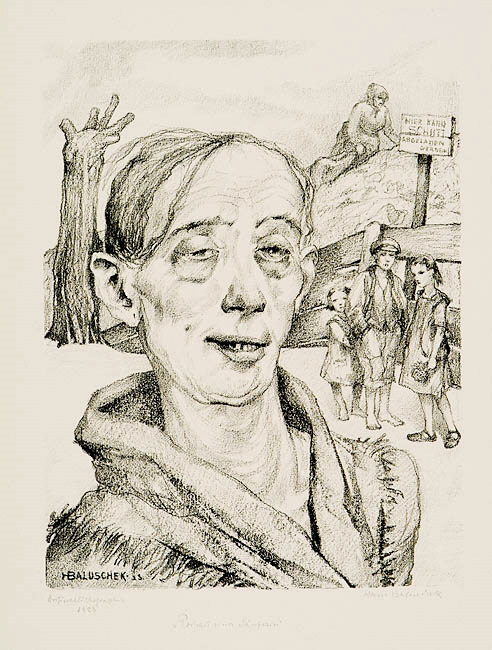
Porträt einer Säuferin, 1923
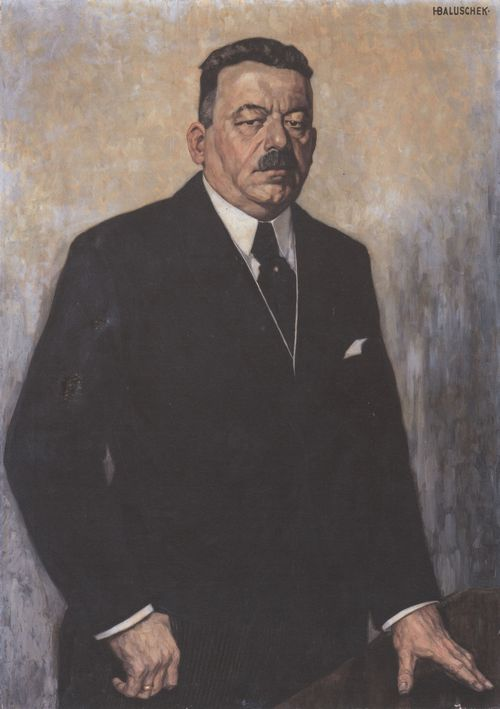
Porträt von Friedrich Ebert, 1928
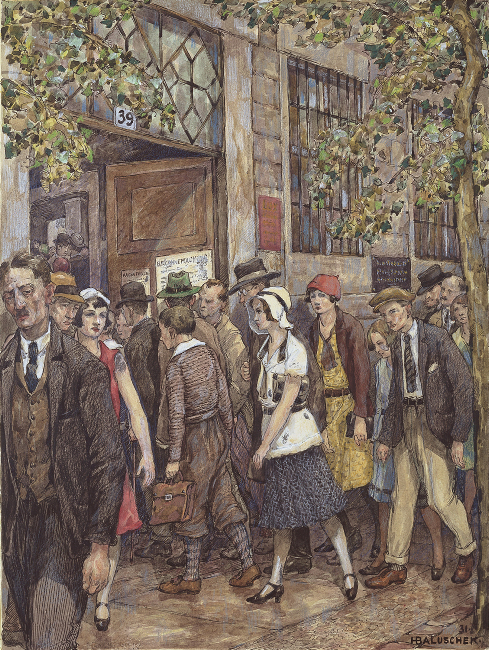
Städtischer Arbeitsnachweis für Angestellte, 1931

### Ächtung durch die Nationalsozialisten
Die Nationalsozialisten setzten Baluschek 1933 als „marxistischen Künstler“ von seinen Ämtern ab und schlossen ihn später von allen Arbeits- und Ausstellungsmöglichkeiten aus. Seine Werke brandmarkten sie als „Entartete Kunst“ im Gegensatz zur sogenannten Deutschen Kunst.
1933 und 1934 waren seine Arbeiten aber noch auf der Großen Berliner Kunstausstellung zu sehen. Baluschek illustrierte Ende 1934 / Anfang 1935 auch noch die Jubiläumsschrift Hundert Jahre Deutsche Eisenbahnen 1835–1935 im Auftrag der Deutschen Reichsbahn-Gesellschaft.

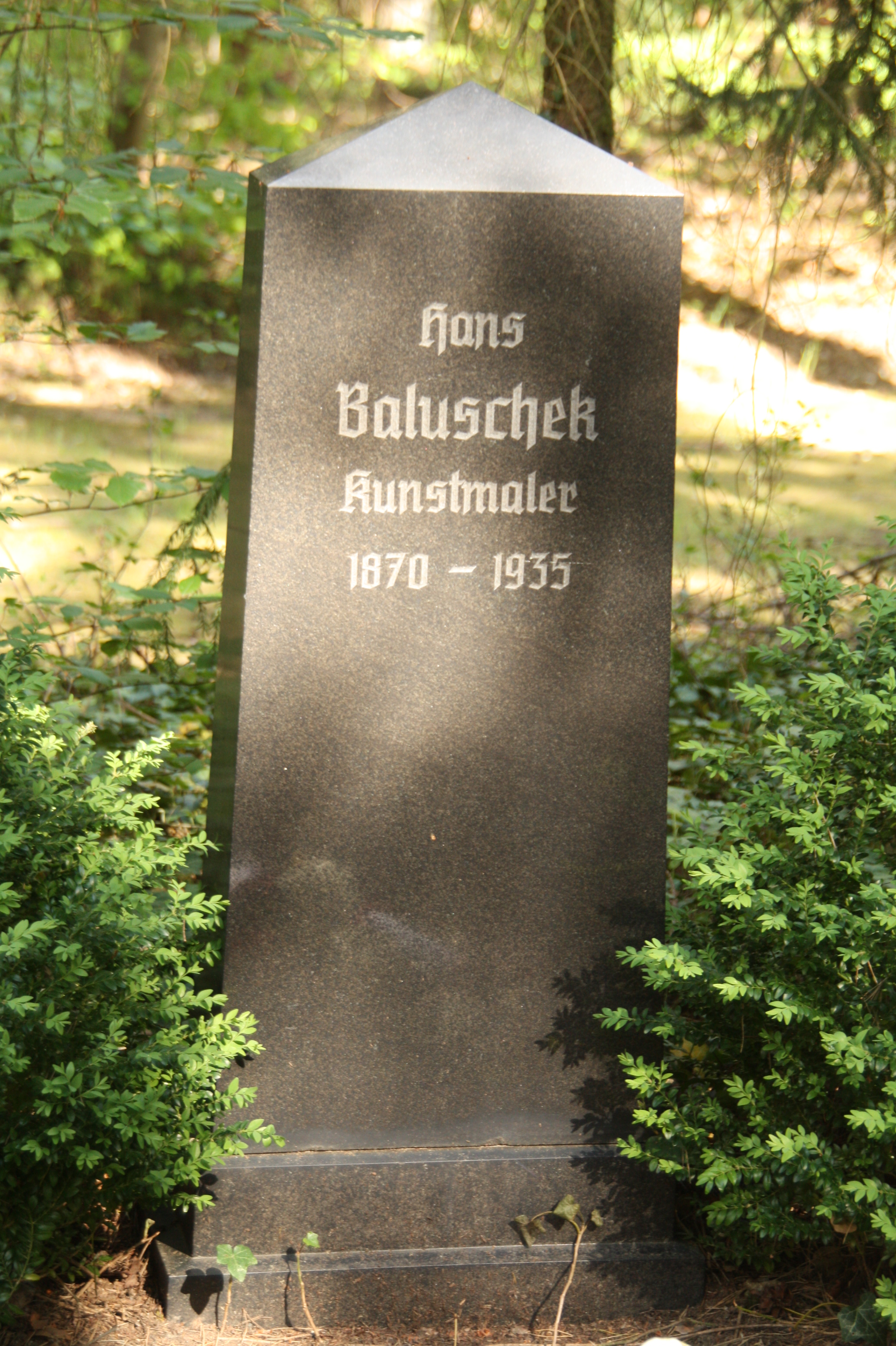
Grabstein auf dem Wilmersdorfer Waldfriedhof in Stahnsdorf

Am 28. September 1935 starb Hans Baluschek im Berliner Franziskus-Krankenhaus und wurde auf dem Wilmersdorfer Waldfriedhof in Stahnsdorf beigesetzt (Grabstelle: Abt. L I–S III–334).

## Ehrungen und Nachleben
Hans Baluschek gehörte nicht zu den bekanntesten Künstlern der Berliner Secession, entsprechend war seine Rezeption vor allem in der Bundesrepublik Deutschland verhältnismäßig gering, während sie in der DDR vor allem durch Aktivitäten des Märkischen Museums durchaus vorhanden war. Hier gab es regelmäßig zu runden Todestagen kurze Gedenkmeldungen über Baluschek, so etwa zu seinem 30. Todestag in der Zeitung Neue Zeit am 28. September 1965. Zudem wurden seine Bilder der arbeitenden Bevölkerung regelmäßig zur Illustration verwendet.
Sein Grab ist als Ehrengrab der Stadt Berlin gewidmet.

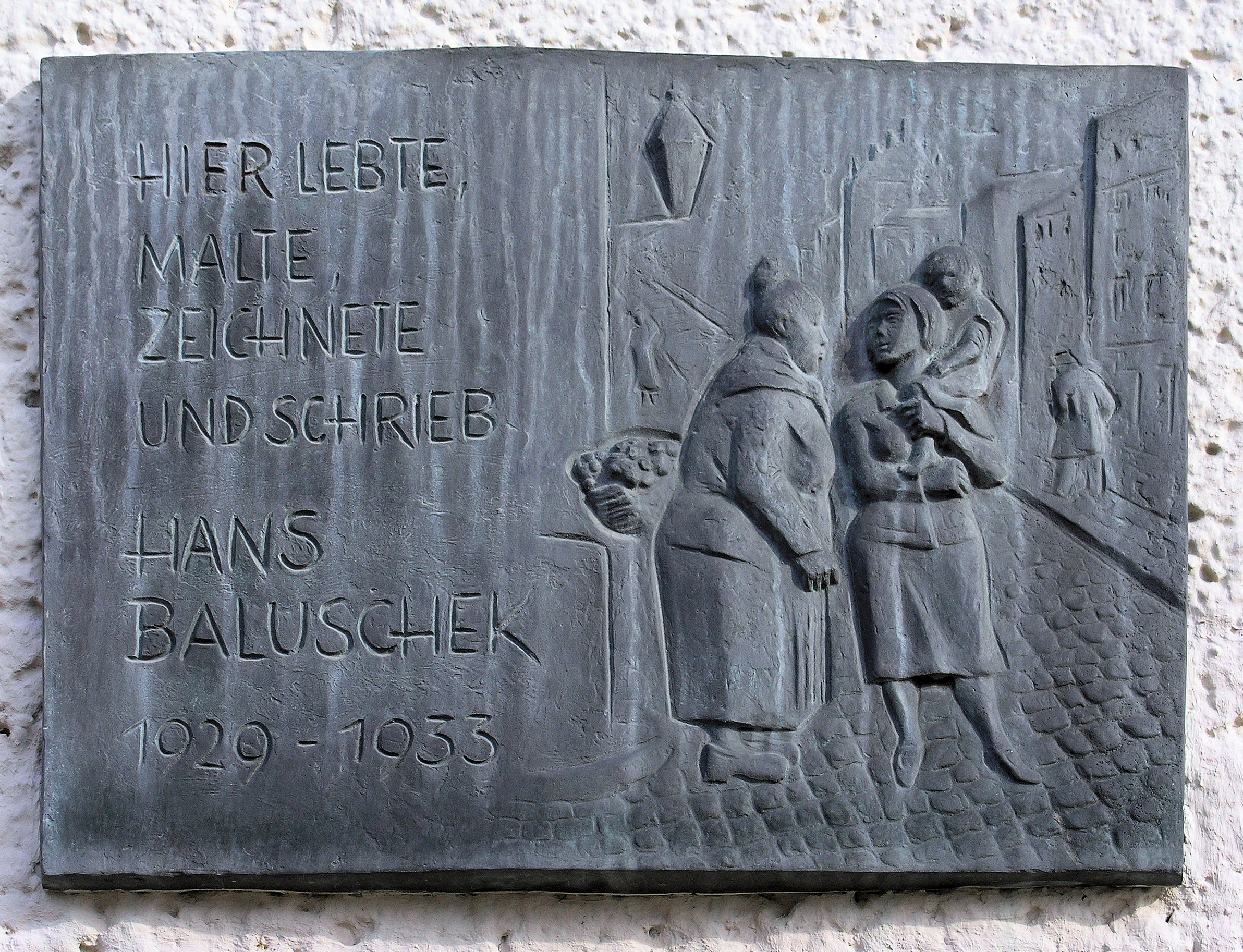
Gedenktafel für Hans Baluschek in der Anlage der Ceciliengärten in Berlin-Schöneberg

Ausstellungen gab es vor allem zu runden Todestagen des Künstlers, eine Besonderheit stellte die Sonderausstellung zum 100-jährigen Bestehen des Märkischen Museums im Jahr 1974 dar. 1975 zeigte die Staatliche Kunsthalle Karlsruhe Gemälde, Zeichnungen und Grafiken anlässlich des 40. Todestags Baluscheks und 1985 fand eine Sonderausstellung zu seinem 50. Todestag statt, erneut im Märkischen Museum. Die letzte größere Ausstellung wurde 1991 in der Staatlichen Kunsthalle Berlin gezeigt, organisiert durch den Berliner Kunstsammler Karl H. Bröhan. Aus Anlass seines hundertfünfzigsten Geburtstags findet im Bröhan-Museum eine ehrende Ausstellung statt, die jedoch von der Corona-Epidemie betroffen ist und erst etwas verspätet am 12. Mai 2020 eröffnet wird.
In der Semperstraße wurde am Haus Ceciliengärten 27 in Berlin-Schöneberg, in dem Hans Baluschek eine Ehrenwohnung hatte, am 28. September 1981 eine Gedenktafel für Baluschek angebracht und vom damaligen Volksbildungsstadtrat Ottokar Luban übergeben. Die Tafel zeigt neben dem Text „Hier lebte, malte, zeichnete und schrieb Hans Baluschek, 1929–1933“ eine Straßenszene in der für Baluschek typischen Art.
Zu seinen Ehren wurde 1956 die Straße 368 in Berlin-Staaken in Baluschekweg umbenannt.
Seit 2004 trägt eine Grünverbindung in Berlin seinen Namen: Der Hans-Baluschek-Park ist eine schmale Grünanlage zwischen den S-Bahnhöfen Priesterweg und Südkreuz mit einer Länge von 1,5 Kilometer und einer Größe von sieben Hektar.
Baluscheks ältere Tochter Regine, bei Mary Wigman ausgebildet, war Tänzerin und Schauspielerin.
Eine seiner Schülerinnen war Anna Dräger-Mühlenpfordt.

## Veröffentlichungen als Schriftsteller
- Spreeluft. Berliner Geschichten, 1913
- Enthüllte Seelen, 1920
- Großstadtgeschichten, 1924

Ausgewählte Werke
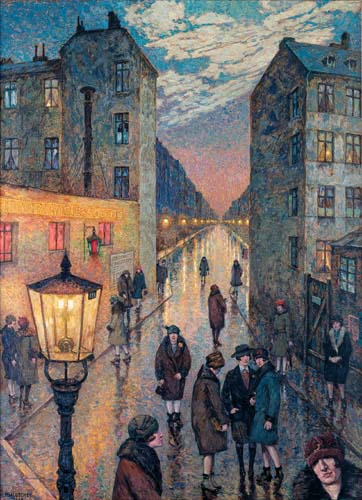
Großstadtwinkel, 1929
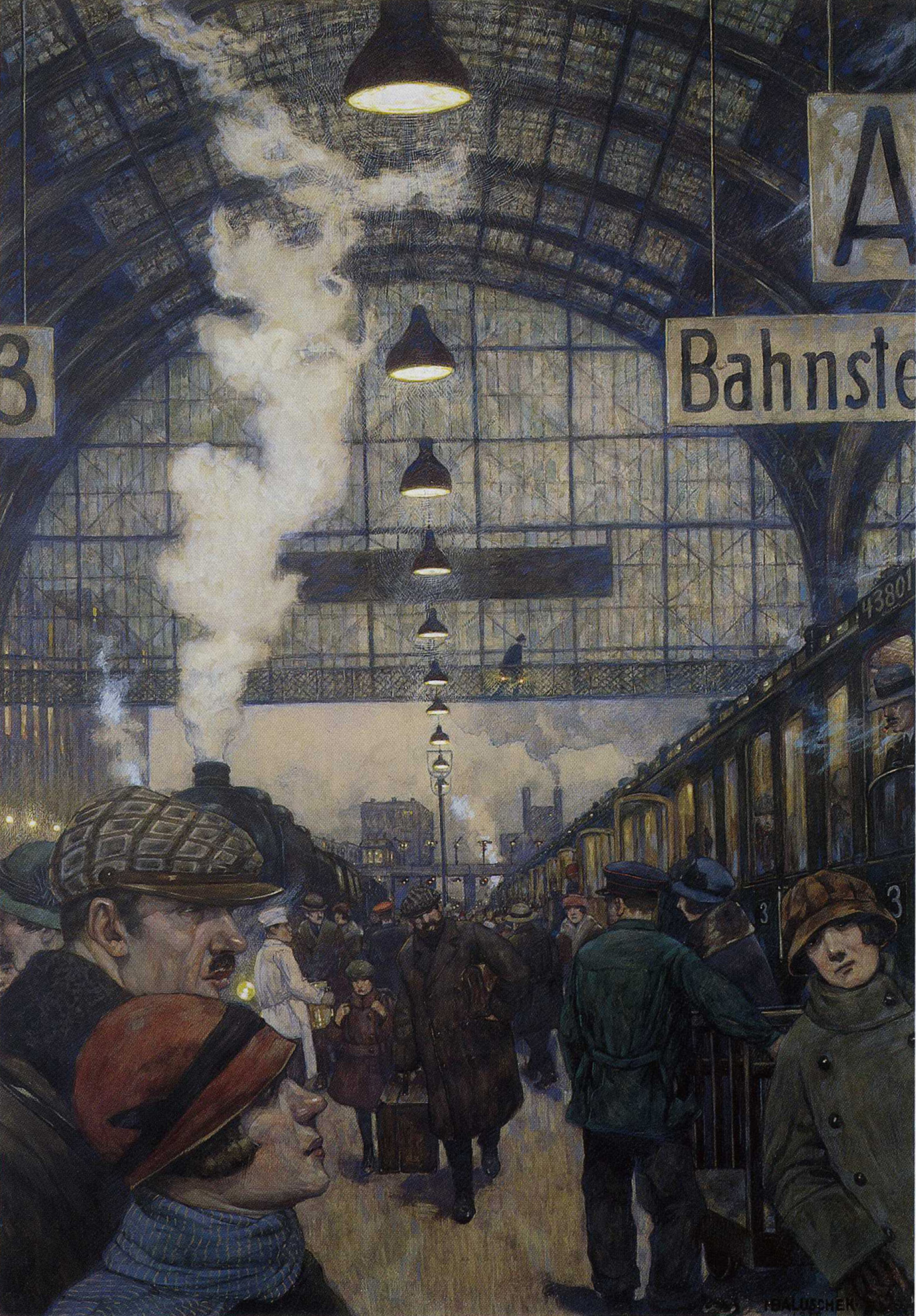
Bahnhofshalle, 1929
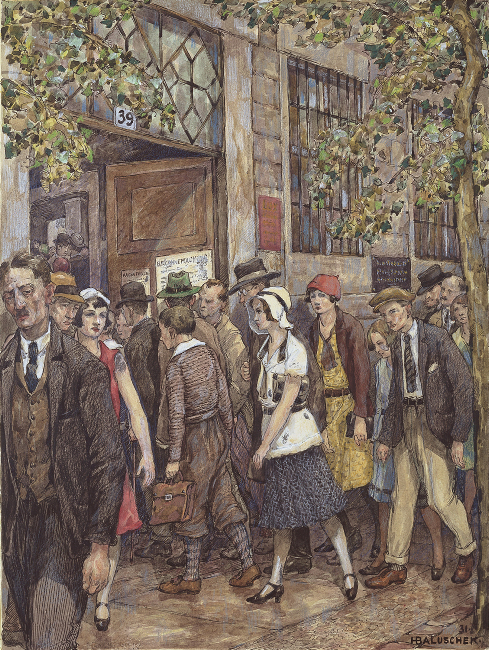
Arbeitsnachweis, 1931
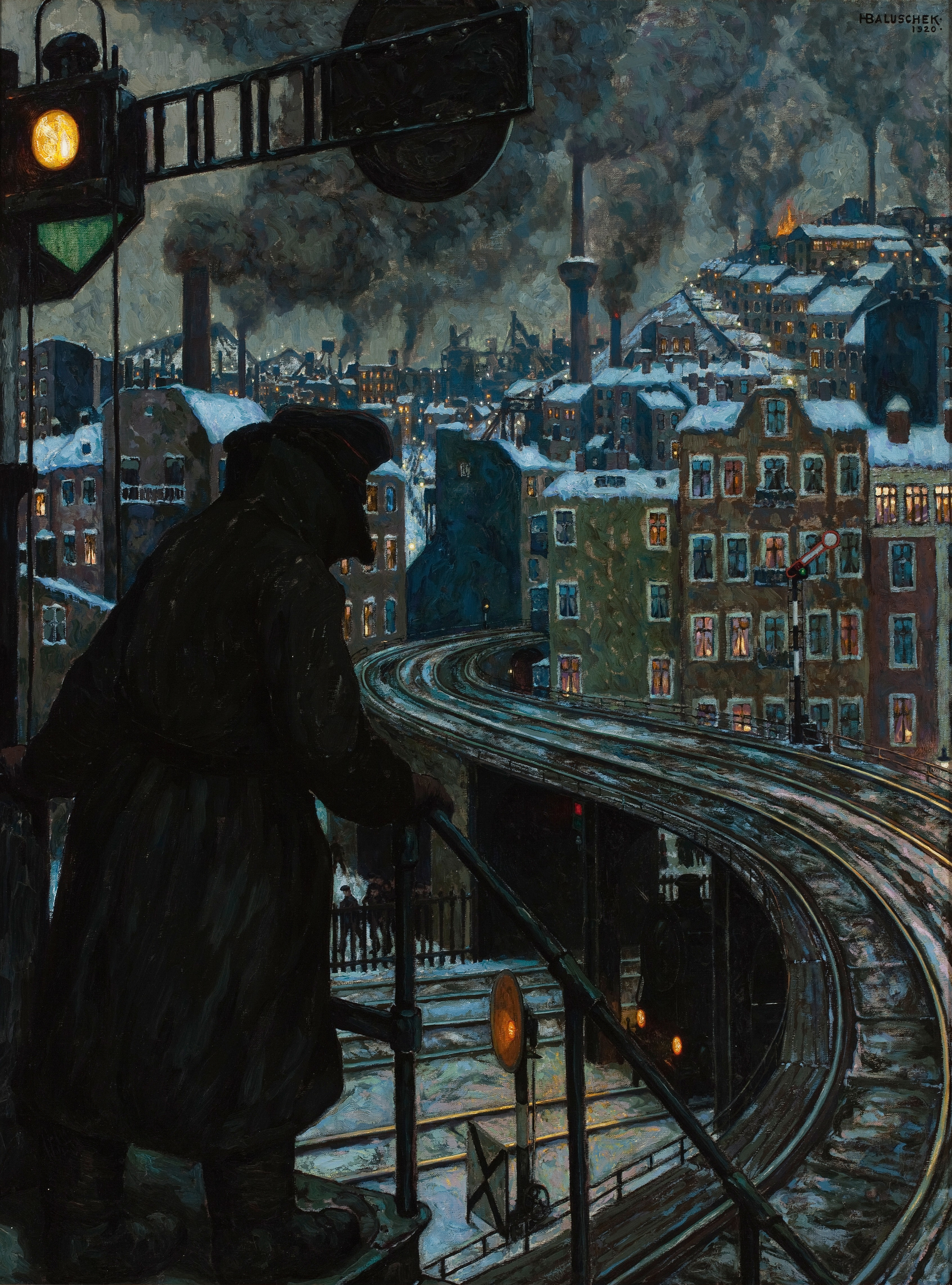
Arbeiterstadt, 1920
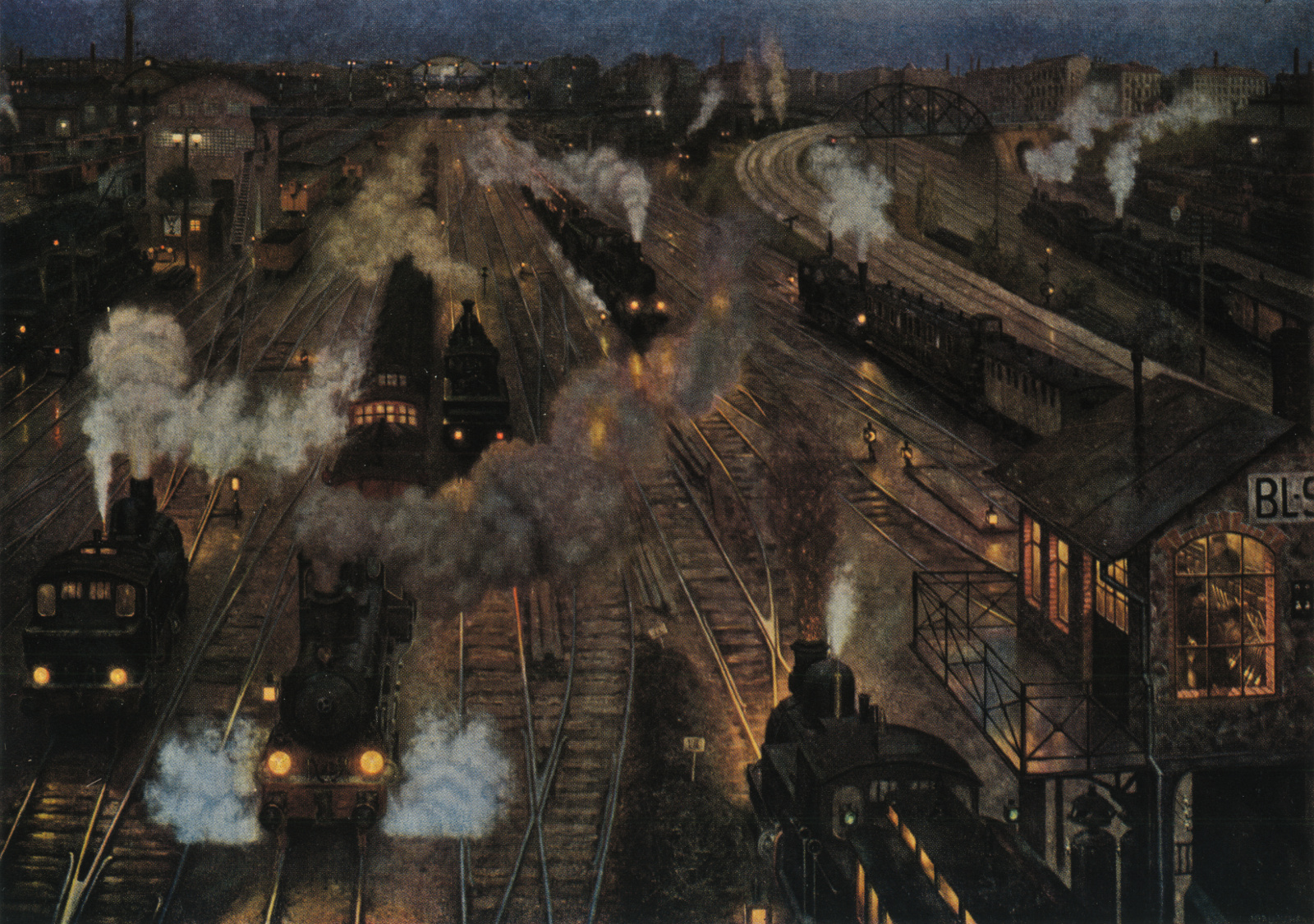
Großstadtbahnhof, 1904
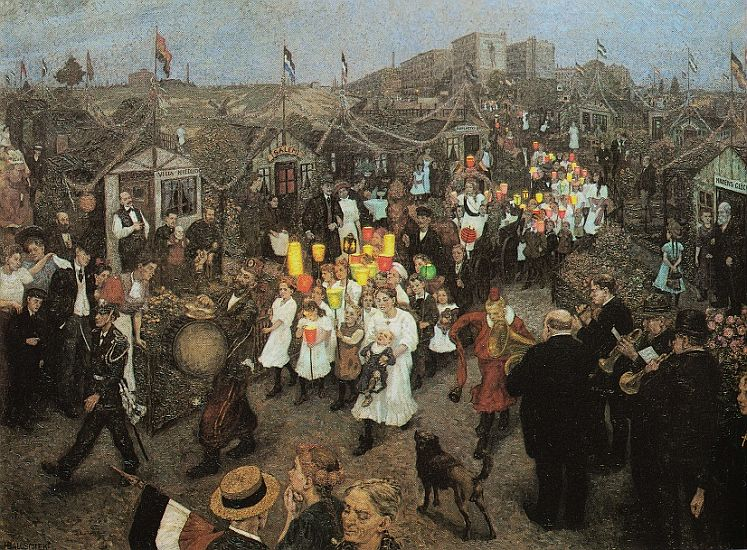
Sommerfest, 1909
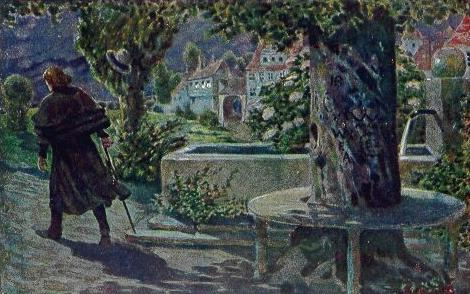
Brunnen, 1935
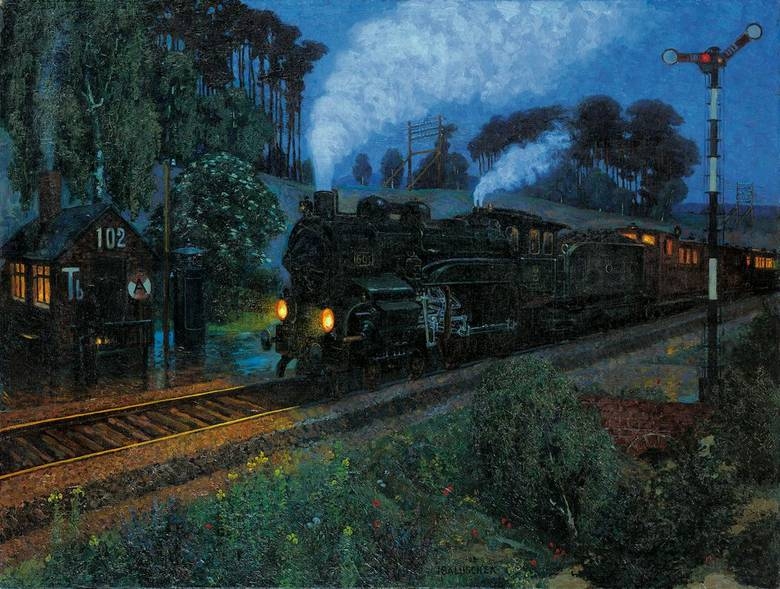
Anfahrender Schnellzug, 1909